# Аппиева дорога

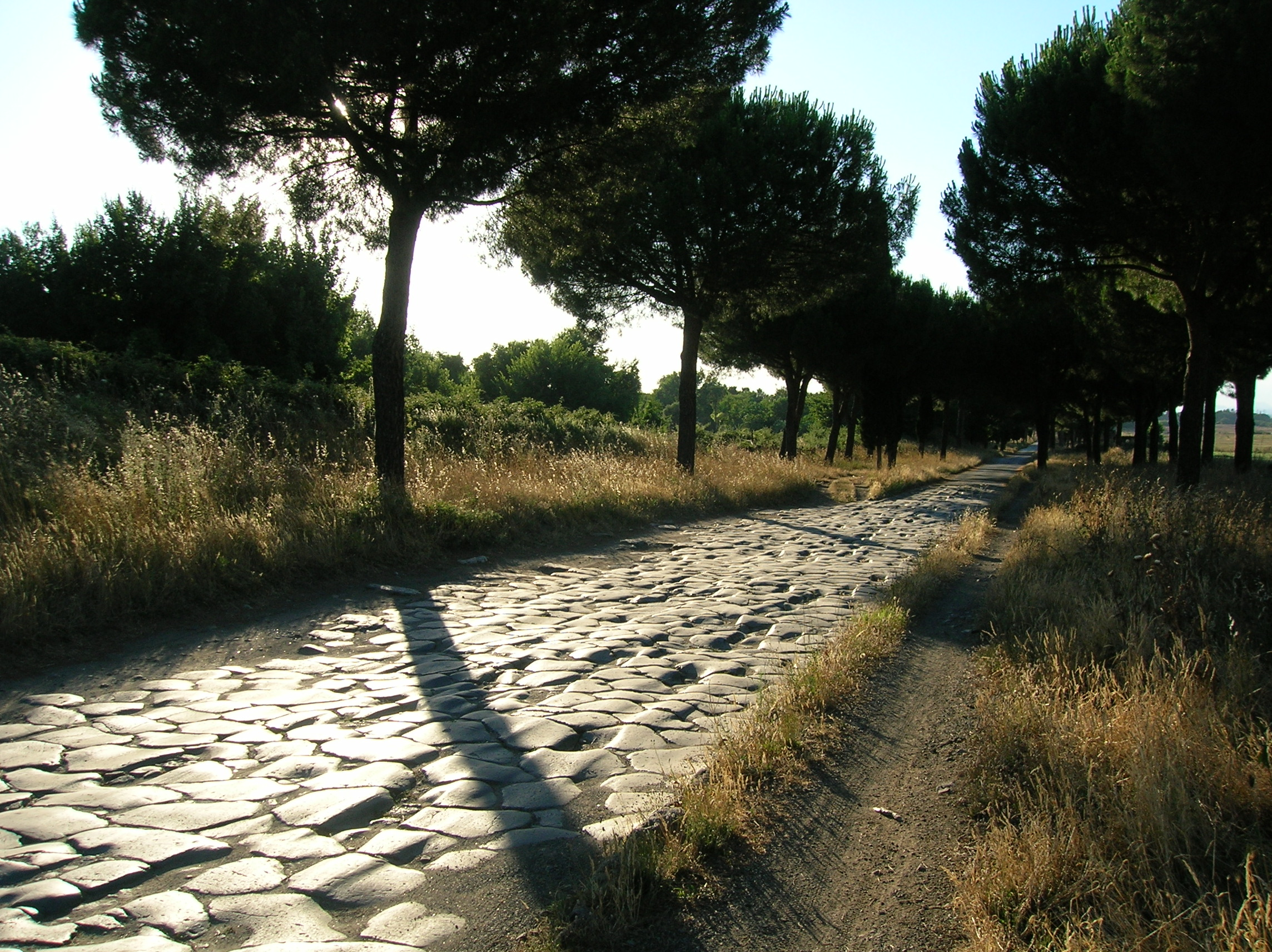
Вид на Аппиеву дорогу

А́ппиева доро́га (лат. Via Appia) — самая значимая из античных общественных римских дорог.
Дорога построена в 312 году до н. э. при цензоре Аппии Клавдии Цеке. Проходила из Рима в Капую, позднее была проведена до Брундизия. Через неё было налажено сообщение Древнего Рима с Грецией, Египтом и Малой Азией. Вдоль Аппиевой дороги расположено множество памятников: гробницы и виллы республиканского и имперского периодов, христианские и иудейские катакомбы, средневековые башни и укрепления, зачастую построенные на руинах римских памятников, ренессансные и барочные постройки.
В 2024 году Аппиева дорога включена в список объектов Всемирного наследия ЮНЕСКО.

## История
Аппиева дорога была построена по приказу цензора Аппия Цека в 312 году до н. э. в дополнение к построенной в 334 году до н. э. Латинской дороге, соединявшей Рим с колонией Калы (лат. Cales, совр. Кальви-Ризорта) близ Капуи.
Римский историк Тит Ливий в IX книге из «Истории от основания города» (лат. «Ab urbe condita») так пишет об этом событии:

На этот год приходится и знаменитое цензорство Аппия Клавдия и Гая Плавтия, но Аппиеву имени в памяти потомков досталась более счастливая судьба, потому что он проложил дорогу и провел в город воду; совершил он все это один, так как товарищ его, устыдясь беззастенчивой недобросовестности, с какой были составлены сенаторские списки, сложил с себя должность.
Оригинальный текст (лат.)Et censura clara eo anno Ap. Claudi et C. Plauti fuit; memoriae tamen felicioris ad posteros nomen Appi, quod uiam muniuit et aquam in urbem duxit; eaque unus perfecit quia ob infamem atque inuidiosam senatus lectionem uerecundia uictus collega magistratu se abdicauerat, Appius iam inde antiquitus insitam pertinaciam familiae gerendo solus censuram obtinuit.

Диодор Сицилийский пишет, что Аппий вымостил массивными камнями большую часть (более 1000 стадиев, то есть более половины общей протяжённости дороги) названной его именем дороги от Рима до Капуи, расстояние между которыми составляет более 1600 стадиев, при этом растратив на строительство почти всю государственную казну. Диодор указывает на то, что возвышенные места были срыты, овраги и впадины уравнены насыпями.
Аппиева дорога была построена в три основные фазы:
- IV век до н. э.: Первый участок дороги в 195 км был построен из Рима до Капуи для военных целей, в помощь римлянам против самнитов. В «De aquaeductibus urbis Romae» («Об акведуках города Рима») римский государственный деятель Секст Юлий Фронтин писал, что после 30 лет войны с самнитами цензор Аппий Клавдий Красс, получивший позднее прозвище Цек (лат. Caecus, «Слепой»), поручил построить дорогу от Капенских ворот до города Капуи[8]. Однако, возможно, дорога существовала и ранее, до Аппия Цека, а заслуга цензора состояла в том, что он дал ей нужное направление и вымостил её[7][9].
- III век до н. э.: Второй небольшой участок был проложен от Капуи до Беневента (лат. Beneventum). Параллельно до Беневента шла Латинская дорога, которая, возможно, была построена ещё до Аппиевой[8]. Рим, таким образом, укрепил свои позиции в Кампании.
- Вторая половина II века до н. э.: До 122 года до н. э.[8] дорога из Беневента была продолжена через Венузию и Тарент до Брундизия. Тем самым Аппиева дорога соединила Рим с Эгнатиевой дорогой на Балканском полуострове и стала важнейшей дорогой для торговли товарами и рабами с Востока.

В 71 году до н. э. вдоль Аппиевой дороги от Капуи до Рима, после подавления восстания Спартака, были распяты более 6 тысяч пленных рабов.

### Значение дороги

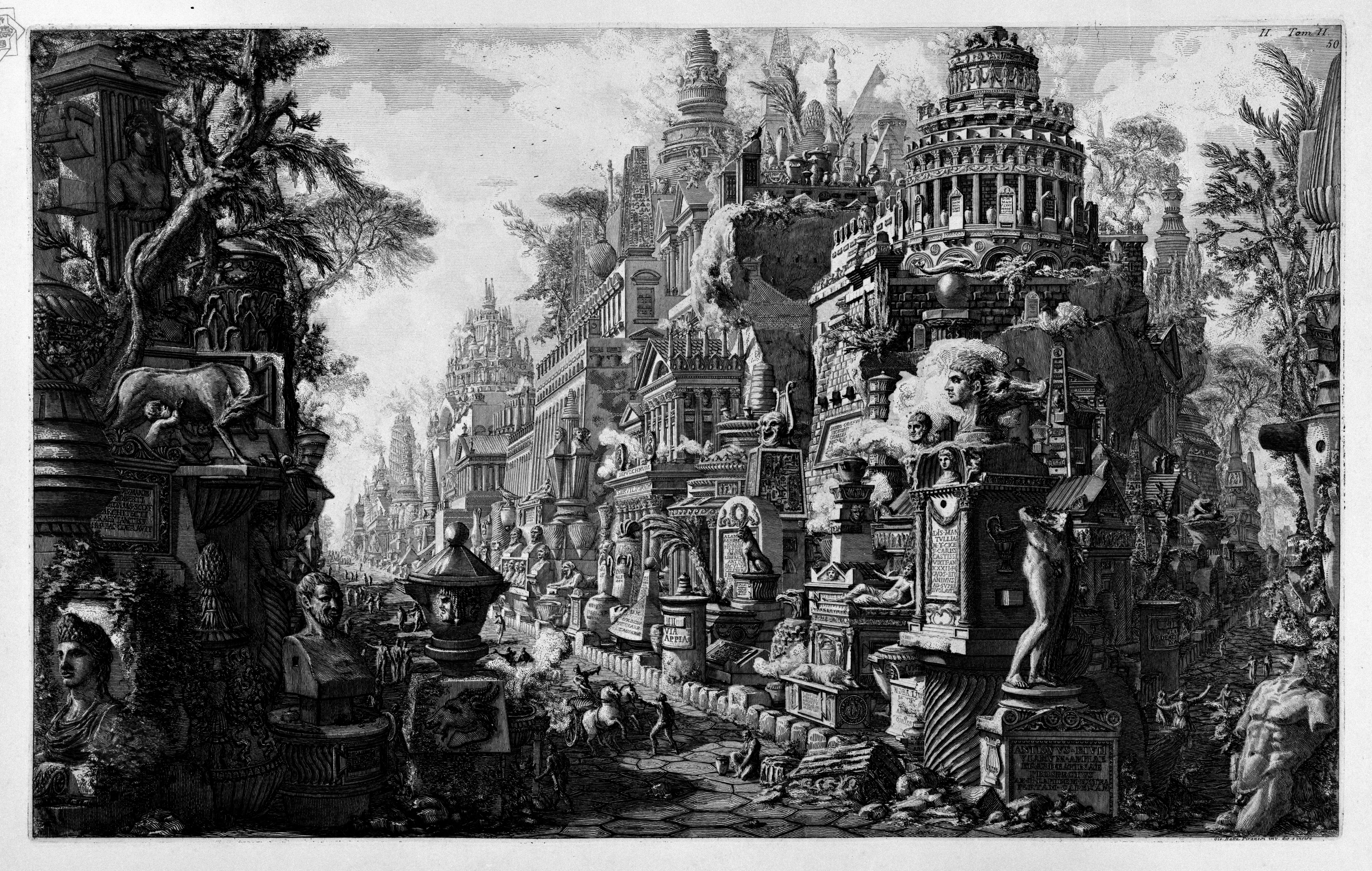
Аппиева дорога, фантастически преображённая воображением Пиранези

Аппиева дорога имела важное военное, культурное и торговое значение. Теодор Моммзен отмечал её значение в качестве военной магистрали. Так, первый участок дороги был спланирован и проложен в 312 году до н. э., то есть во время второй самнитской войны 326 по 304 годов до н. э. В войне против Пирра и во время Македонских войн (206—168 до н. э.) Аппиева дорога также служила для поддержки римлян.
Особенно важным было то, что в ходе строительства дороги Аппий провёл канал через Понтинские болота, который осушил землю и упростил отправление кораблей из Лация в Таррачину. С античности дорога имела важнейшее значение, связывая Рим с такими богатыми регионами, как Кампания, Апулия и позднее для развития торговли с Востоком.
Уже в древности Аппиева дорога называлась — «царица дорог» (лат. regina viarum): об этом пишет, например, римский поэт Публий Папиний Стаций (лат. Publius Papinius Statius) в произведении «SILVAE» («Леса»), книга II: «Appia longarum teritur regina viarum».
Вскоре римляне стали строить вдоль дороги монументальные гробницы и великолепные памятники, убранство которых стало делом престижа. Так, уже через 20 лет после открытия движения по Аппиевой дороге представители римского рода Сципионов построили склепы для захоронения членов семьи.
Роль дороги сохранялась также в византийский период, как сообщение Рима с Новым Римом, Константинополем. При императорах Диоклетиане, Максенции, Константине, Валентиниане некоторые участки Аппиевой дороги были восстановлены и обновлены.
Они так плотно были прилажены друг к другу и как бы слиты, что для смотрящих на них казались не приложенными друг к другу, но сросшимися между собою. И несмотря на то, что в течение столь долгого времени по ней ежедневно проезжало много телег и проходило всякого рода животных, их порядок и согласованность не были нарушены, ни один из камней не был попорчен и не стал меньше, тем более не потерял ничего из своего блеска.
Ещё в 536 году византийский историограф Прокопий, восхищённый её структурой и древним возрастом, с восторгом описывал дорогу. Король остготов Теодорих Великий приказал в начале VI века провести ремонтные работы на дороге и затем использовал её для наступления войск на Рим в 536 году.
В Средневековье значение дороги в качестве торгового и транспортного маршрута начало убывать, она использовалась паломниками, путешествующими до катакомб, базилики святого Себастьяна, путешествуя далее до порта Брундизий, чтобы затем отправиться к Святой земле. В катакомбах на Аппиевой дороге были захоронены многие христианские святые и мученики, например, святой Себастьян, папа римский Каллист. Сохранились путеводители (лат. Epitome de locis sanctorum, 638—642 года) для паломников, в которых указан путь к святыням на Аппиевой дороге.
В IX—X веках Ватикану принадлежали крупные земельные угодья вдоль дороги, однако памятники постепенно приходили в упадок под воздействием погодных условий и рук человека: на дороге происходил сбор строительного материала — каменных блоков, прежде всего травертина — для строительства новых зданий. В XI веке церковь начала передавать владения в руки семей римских баронов и графов. Так, графы Тускуланские превратили гробницу Цецилии Метеллы в часть крепости. В 1300 году Бонифаций VIII Каэтани отдал эту крепость своей семье, представители которой ввели высокие дорожные налоги на товары и путешественников, так что стал использоваться другой маршрут в Рим: через Новую Аппиеву дорогу (итал. Appia Nuova) и ворота Сан-Джованни.
В конце XVI века Григорий XIII приказал положить покрытие на Appia Nuova, тем самым вытеснив старую Аппиеву дорогу, которая стала обычной пригородной дорогой. В конце XVII века Иннокентий XII построил дорогу, соединившую две Аппиевы дороги: Appia Pignatelli. Остальные памятники продолжали подвергаться дальнейшему демонтажу. До конца XVIII века Аппиева дорога оставалась недоступной для проезда. Интерес к раскопкам на дороге пришёл с «модой» охотиться за останками святых и мучеников и поставлять артефакты в музеи и коллекции по всей Европе. На части Аппиевой дороги в XIX веке, когда её расчищали по приказанию папы Пия VI, археологами проводились раскопки.

### Маршрут дороги
Рим

Ариция

Таррацина (88 км)

Фунди

Формия (142 км)

Минтурна

Синуэсса

Капуя (195 км)

Беневент

Венузия

Тарент

Урия

Брундизий (540 км)
Via Appia начиналась у Капенских ворот (лат. Porta Capena) Сервиевой стены, именно с этого места начинался отсчёт мильных камней. После строительства Аврелиановой стены часть Аппиевой дороги оказалась в черте города. Далее дорога проходила до римских ворот Святого Себастьяна (лат. Porta San Sebastiano, ранее Porta Appia) Аврелиановой стены, 90 км прямой дороги до Таррацины, огибая с юга гору Альбано, пересекала Понтинские болота. Последние 28 километров шли параллельно дренажным каналам, что позволяло продолжать альтернативный маршрут на лодке, повозке или на лошади.
Маршрут дороги проходил через следующие города: Ариция (лат. Aricia), Аппиев форум (лат. Forum Appii), Таррацина (лат. Tarracina), затем через Фунди (лат. Fundi), Формия (лат. Formiae), Минтурна (лат. Minturnae), Синуэсса (лат. Sinuessa), Казилин (лат. Casilinum, (современная Капуя), (древняя) Капуя (лат. Capua, сегодня Санта-Мария-Капуа-Ветере, итал. Santa Maria Capua Vetere). Второй участок, проложенный позднее, шёл от Капуи через Беневент (лат. Beneventum), Венузию (лат. Venusia), которая стала римской колонией, с окончательным поражением Тарента (лат. Tarentum), и Тарент, с поражением мессапов, Урия (лат. Uria) и до Брундизия (лат. Brundisium) в Апулии.
Император Траян приказал проложить более короткую дорогу (Траянова дорога, Via Traiana) от Беневента до Брундизия через Бариум, которая сократила время в пути до 13—14 дней (путешествие по Аппиевой дороге длилось до 15 дней).
Аппиева дорога имела ответвления, соединявшие её с другими большими дорогами, такими, как via Domitiana (пересекались у города Синуэсса, далее шла на юг к Неаполю), via Setina, соединявшая Аппиеву дорогу и город Сетия (лат. Setia); Кампанская дорога из Капуи в Кума (лат. Cumae); via Aquillia, начинавшаяся в Капуе в Салерне (лат. Salernum); via Minucia объединяла Валериеву дорогу и via Aquillia и пересекала Аппиеву дорогу и Латинскую дорогу.
В черте города Рима дорога сегодня называется Старой Аппиевой дорогой (итал. Via Appia Antica), для отличия от Новой Аппиевой дороги (итал. Via Appia Nuova), построенной в 1780-х годах между Римом и озером Альбано, и Виа Аппия Пиньятелли (итал. Via Appia Pignatelli), построенной около 1700 года при папе Иннокентии XII для соединения старой и новой Аппиевых дорог.

### Устройство дороги
Затраты на строительство и содержание дорог составляли огромные суммы. Так, надпись на табличке, обнаруженной на Аппиевой дороге, свидетельствует о проведении работ при императоре Адриане: часть затрат оплатил император, другую часть — жители прилегающих селений. По подсчётам учёных, расходы на милю составили в среднем около 109 тысяч сестерциев (для сравнения: хлеб в 75 году до н. э. стоил от двух до трёх сестерциев, а в I веке н. э. 600 сестерциев за рабыню считались дешёвой платой).
Основание дороги было вымощено тёсаными камнями (из серого вулканического базальта — итал. selce, лат. silex), которые укладывали на слой гальки и цемента (см. основную статью Римские дороги). Ширина (до 4 метров) позволяла разъехаться двум конным экипажам, по бокам дороги шли похожие на тротуар возвышения и глубокие канавы для стока дождевой воды.

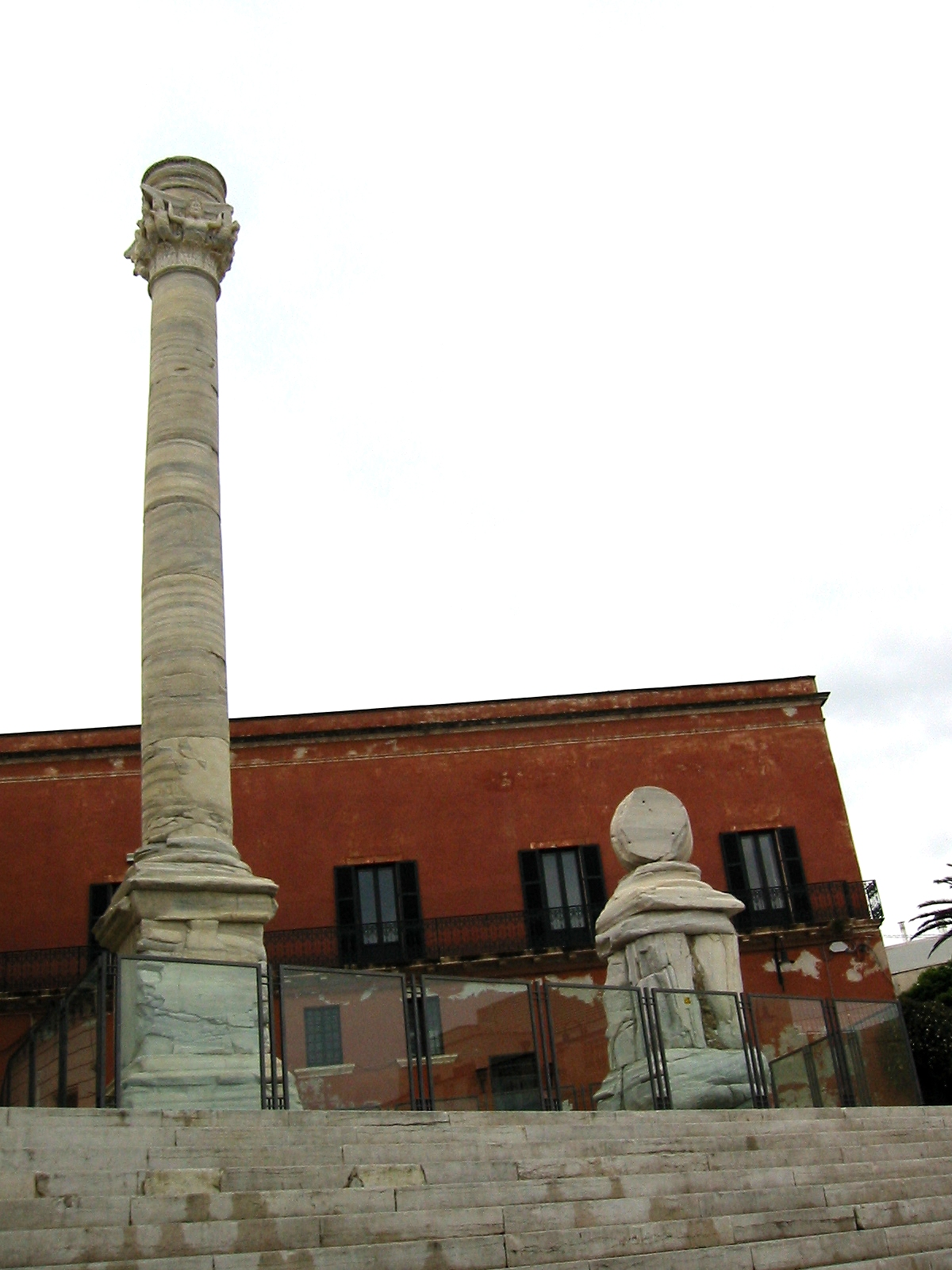
Одна из колонн, обозначавших окончание дороги в Бриндизи

Однако в одном из писем брату Цицерон сообщает о том, что во время наводнений дорогу вблизи храма Марса заливало водой, а в другом предупреждает об опасности замёрзнуть «в низинах Аппиевой дороги».
На определённом расстоянии друг от друга находились дорожные станции, служившие местом отдыха для путников. Одну из них — «Три харчевни» (лат. Tres Tabernae), расположенную в 45 километрах от Рима, неоднократно упоминает Цицерон в письмах и в других своих произведениях. Эта же станция, названная в синодальном переводе «Три гостиницы», упоминается в Деяниях святых апостолов (Деян. 28:15).
Через каждую римскую милю (1478 метров) стоял мильный столб (лат. colonna miliaria), обозначавший расстояние и с указанием имени правившего на тот момент императора. Столб первой мили Аппиевой дороги сейчас заменён на копию, остальные столбы не сохранились. Каждые 10 миль были оборудованы местами для отдыха. Две мраморные колонны в Брундизии, возведённые во II веке, обозначали окончание дороги. Сейчас в порту города находится лишь одна из них (19 метров в высоту), украшенная изображениями Юпитера, Нептуна, Марса и восьми тритонов, вторая была перенесена в 1666 году в город Лечче и использовалась как чумной столб.

## Памятники вдоль дороги

### Общая характеристика
«Hominem mortuum in urbe ne sepelito neve urito» — «Пусть мертвеца не хоронят и не сжигают в городе».
Римский закон запрещал захоронения в черте города, поэтому для погребений римляне использовали крупные дороги, ведущие из Рима. Большинство памятников на Аппиевой дороге было возведено во II веке после того, как вместо римской традиции сжигания тел умерших (прежде на Аппиевой дороге появлялись колумбарии с урнами), зажиточные граждане начали хоронить тела в земле. Так, несколько километров Аппиевой дороги использовались для постройки гробниц и памятников (особенно на отрезке Рим — Беневент), что давало возможность жителям Рима показать своё богатство и положение в обществе. Цена на участки земли в начале общественных дорог (лат. viae publicae), соединявших между собой наиболее крупные города, была высока, некоторые вообще не предназначались для продажи, поэтому чем ближе захоронение находилось к городским воротам, тем более уважаем был хозяин участка. Сенат пытался прекратить излишнее украшение захоронений, однако закон не смог противостоять традициям римлян. К обстановке гробниц относились ниши для урн с прахом (со II века чаще саркофаги), каменные скамьи и кресла, стены были оштукатурены и расписаны.
Среди видов захоронений, встречающихся на Аппиевой дороге, выделяются следующие:
- Колумбарии: на Аппиевой дороге были выстроены колумбарии римских семейств Волузиев, Цецилиев, Карвилиев, Юниев Силанов; снаружи, над главным входом помещалась мраморная доска с именем того, кому принадлежал колумбарий[19];
- Подземные сооружения — гипогеи и катакомбы, подземные захоронения с нишами для погребения. Первые гробницы на Аппиевой дороге представляли собой подземные камеры, вырубленные в туфе, например, гробница Сципионов. Позднее появились обширные подземные погребения, такие как катакомбы св. Себастьяна и катакомбы св. Каллиста;
- Небольшие и среднего размера гробницы, иногда напоминающие по форме дом или храм;
- Монументальные гробницы — мавзолеи, построенные по принципу этрусских тумулусов: наиболее известна гробница Цецилии Метеллы.

На Аппиевой дороге также возводились загородные виллы римской аристократии, например, вилла Квинтилиев, вилла императора Максенция, философа Сенеки, противника Цицерона Клодия Пульхра и других знатных жителей.

### Постройки I—VI мили
Участок дороги, расположенный за Сервиевой стеной, начинался у Капенских ворот и до строительства Аврелиановой стены в III веке находился за чертой города.
- Капенские ворота (лат. Porta Capena) — некогда городские ворота Рима, входившие в Сервиеву стену. От этих ворот начиналась Аппиева дорога и Латинская дорога. До наших дней не сохранились.
- Гробница Сципионов (лат. Scipioni) — небольшие катакомбы знатной семьи Сципионов, датируемые II веком до н. э.; в главном помещении гробницы располагались каменные саркофаги членов семьи, в более скромном зале с нишами для погребальных урн — прислуги и вольноотпущенников;
- Колумбарий Помпония Хила (лат. Pomponius Hylas) — хорошо сохранившаяся камера-гробница I века н. э., найденная в 1831 году. Помпоний и его жена Помпония Виталина, судя по богатому убранству гробницы, были разбогатевшими императорскими вольноотпущенниками. Позднее гробница была расширена нишами для урн потомков и родственников четы;
- Арка Друза — античная арка, ранее ошибочно интерпретировавшаяся как триумфальная арка Друза Старшего.
- Порта Аппия (позднее «Ворота святого Себастьяна») — являются частью стены Аврелиана, от них начиналась Аппиева дорога.

#### I миля

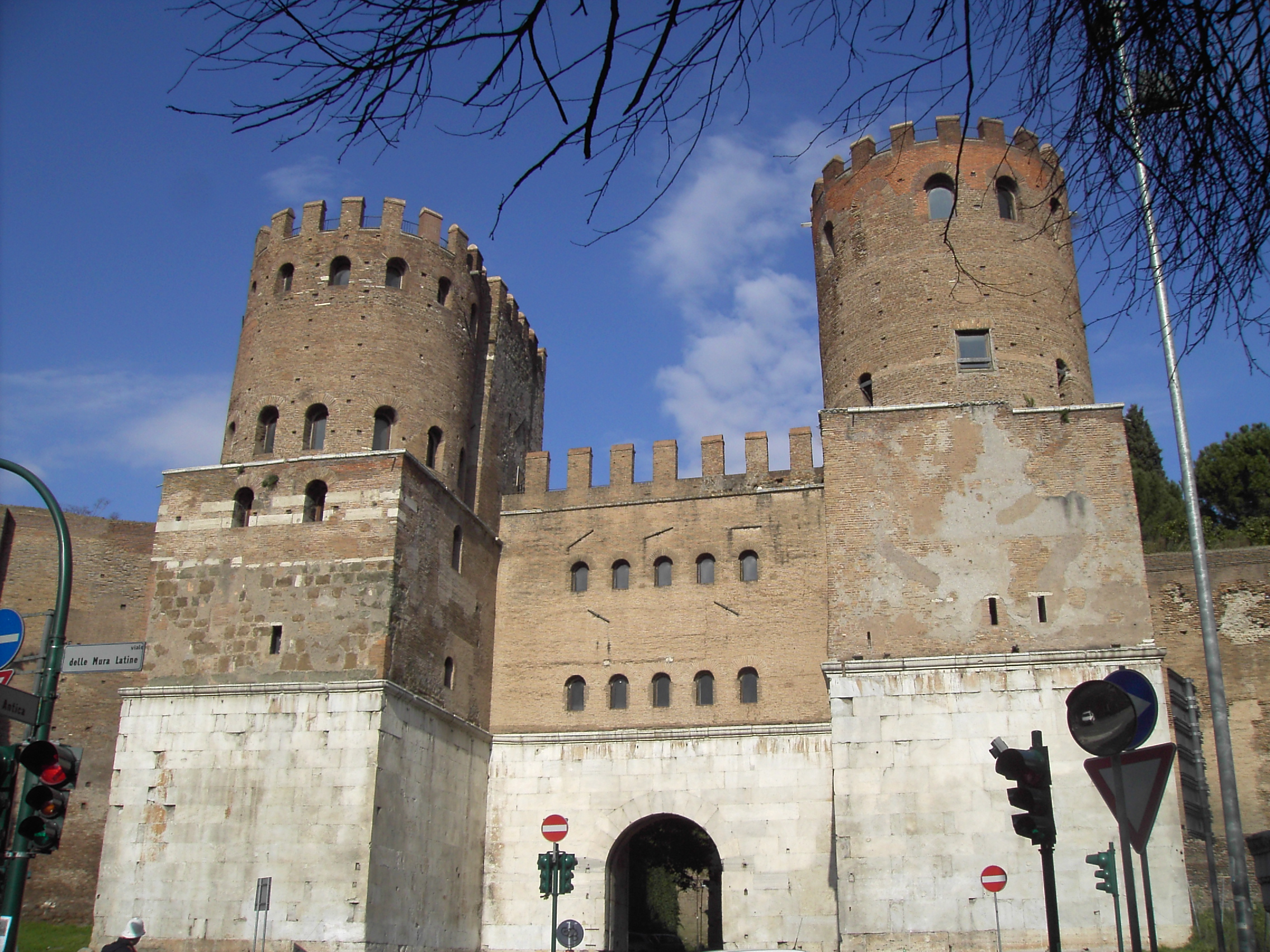
Порта Аппия
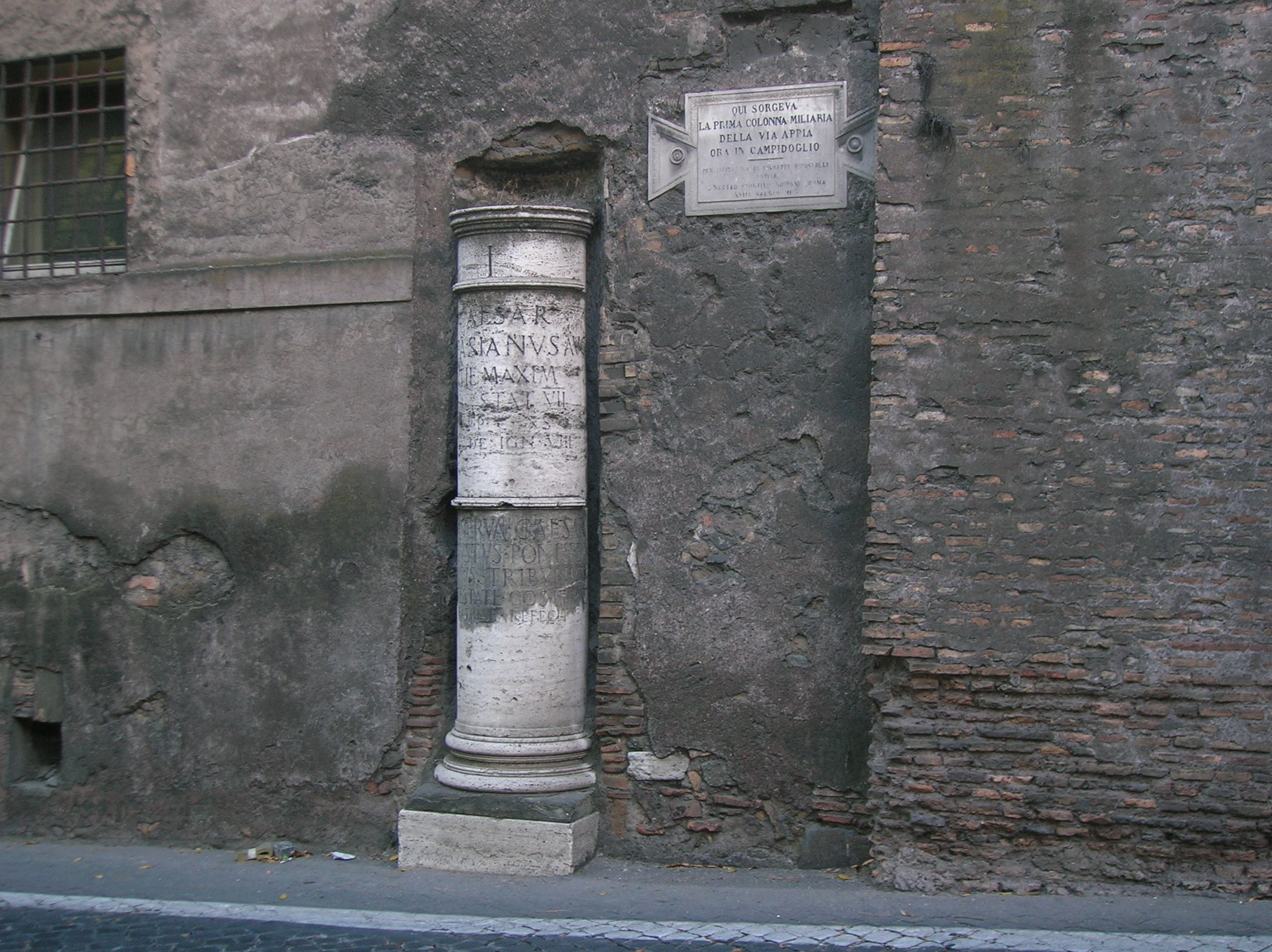
Реконструированный мильный столб, обозначавший первую милю от Капенских ворот
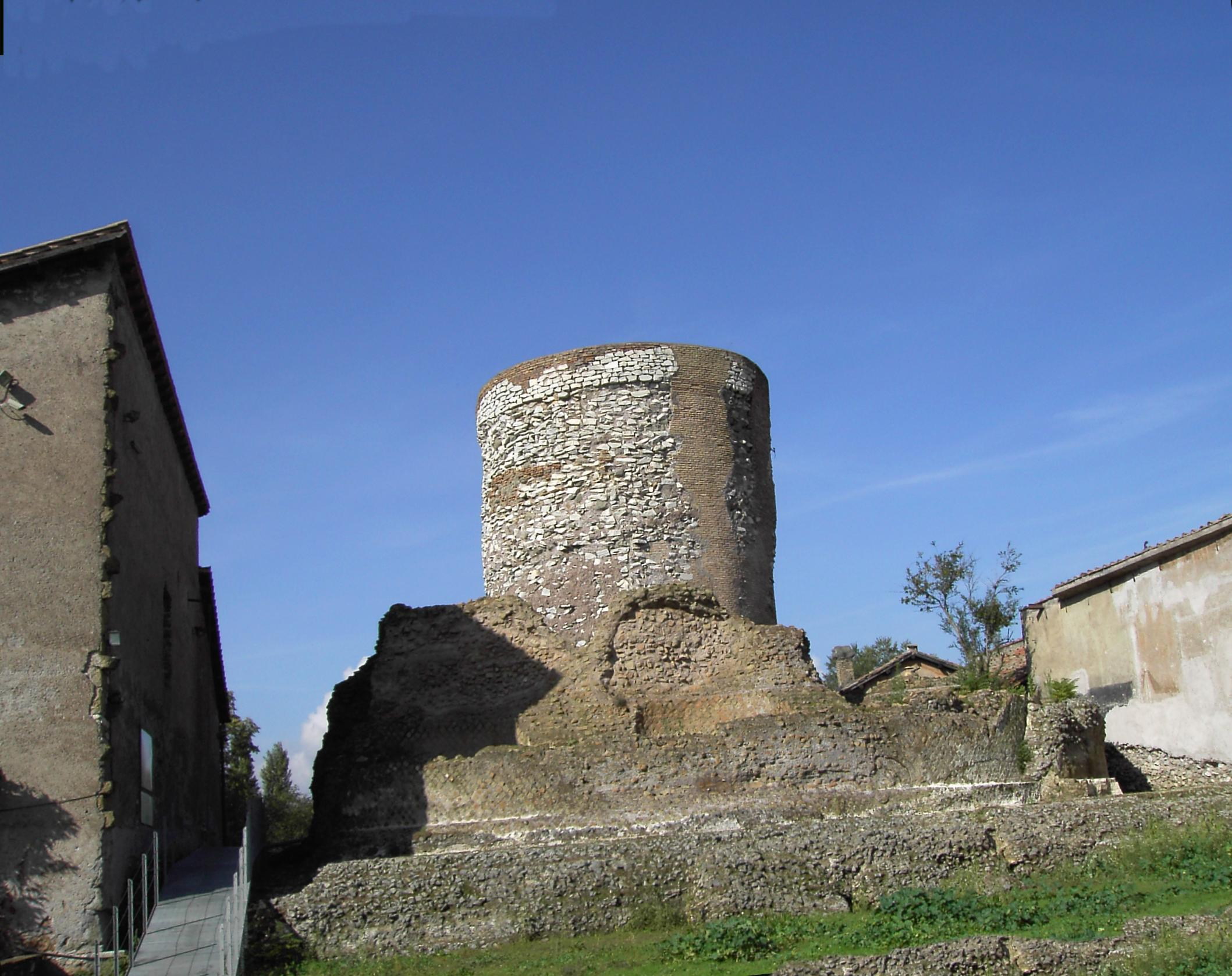
Гробница Присциллы
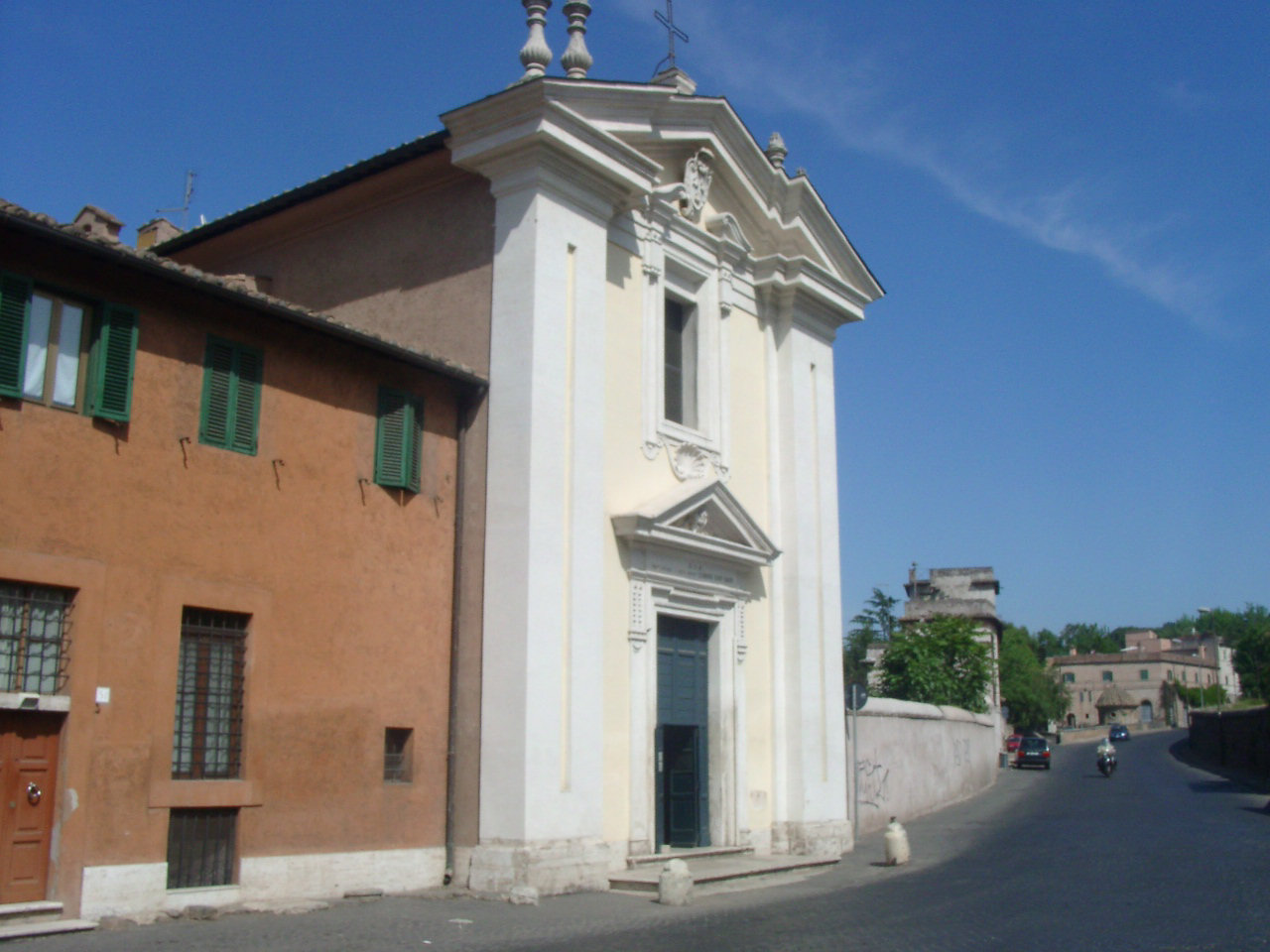
Церковь Домине-Кво-Вадис

- Первая мильная колонна (итал. Prima colonna miliaria) — фрагмент колонны в городской стене в ста метрах от Порта Аппия. Колонна обозначала первую милю от Капенских ворот (1478 метров). Оригинальная колонна, найденная в 1584 году, является сейчас частью балюстрады на лестнице Капитолийского холма.
- Гробница Геты (лат. Geta) — гробница, первоначально украшенная мрамором. На данный момент нет доказательств, что здесь находилось захоронение Геты, сына императора Септимия Севера;
- Гробница Присциллы (лат. Priscilla) — гробницу построил для своей жены Присциллы Тит Флавий Абаскант, вольноотпущенник времени императора Домициана. Основание гробницы четырёхугольное, прежде было покрыто травертином. В ней же находилось помещение в форме греческого креста, в котором находились саркофаги и 13 ниш. Вход в гробницу находился в противоположной стороне и был с XII века до последнего времени закрыт фермерским домом. В Средние века над гробницей была надстроена смотровая башня из использованного кирпича и мраморных фрагментов;
- Церковь Домине-Кво-Вадис (лат. Domine quo vadis?, Санта-Мария-ин-Пальмис) — небольшая церковь на дороге. О побеге апостола Петра из Мамертинской тюрьмы напоминают два места на Аппиевой дороге: Пётр повязал раны повязкой, но потерял её на дороге, на этом месте была построена капелла Ad Fascoliam, которую позднее перестроили в церковь Святых Нерея и Ахилея (итал. Santi Nereo et Achileo). За воротами святого Себастьяна апостол пришёл к тому месту, где от Аппиевой дороги ответвляется Via Ardeatina: он мог отправиться в порт Остия и затем отплыть в Галлию или идти дальше по Аппиевой дороге до Бриндизи и затем отправиться на Восток. Однако в этот момент ему явился Христос, к которому Пётр обратился вопросом: «Камо грядеши, Господи» (лат. Domine quo vadis?), на что получил ответ: «Иду туда, где меня вновь распнут» (лат. Eo Romam iterum crucifigi). Пётр вернулся в Рим и принял мученическую смерть[22].
- Колумбарии вольноотпущенников Ливии — один из самых больших римских колумбариев, в котором могло поместиться около 3000 урн. Колумбарий был обнаружен в 1726 году в практически разрушенном состоянии, однако сохранились зарисовки и план сооружения, выполненный Пиранези. Здание представляло собой прямоугольник, в котором имелись четыре полукруглых углубления и четыре квадратных[19].

#### II миля

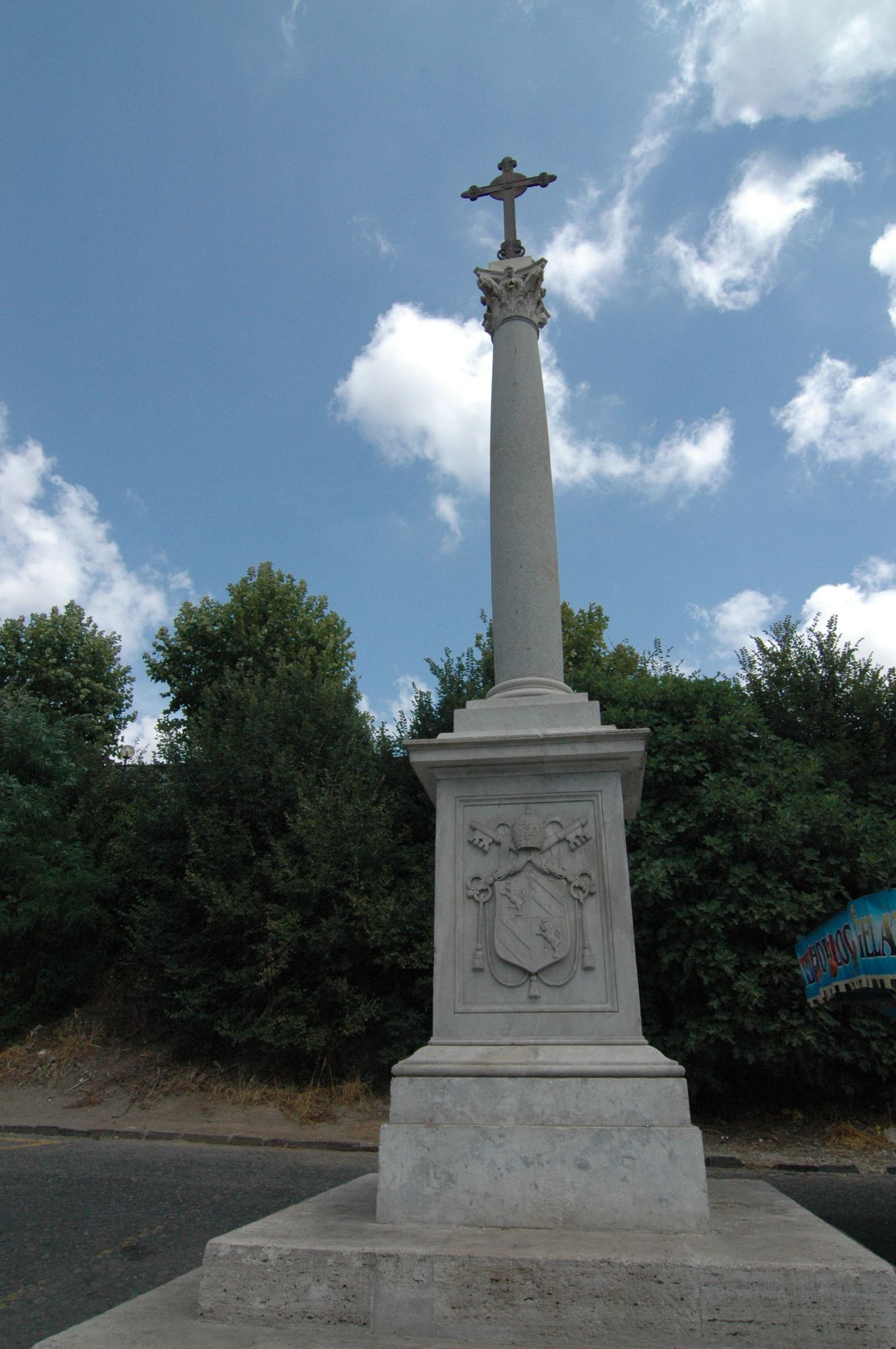
Колонна Пия IX
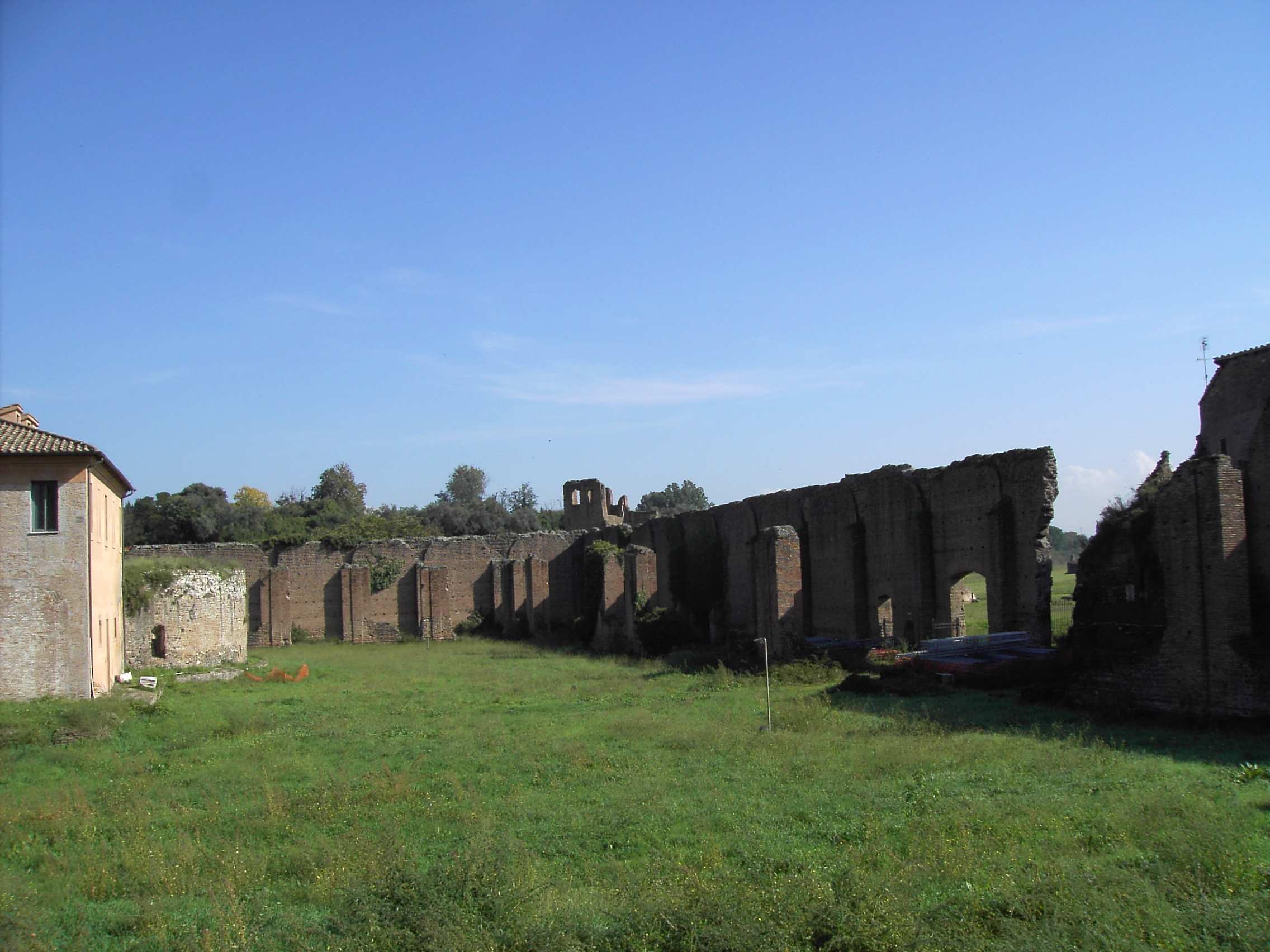
Гробница Ромула и Цирк Максенция
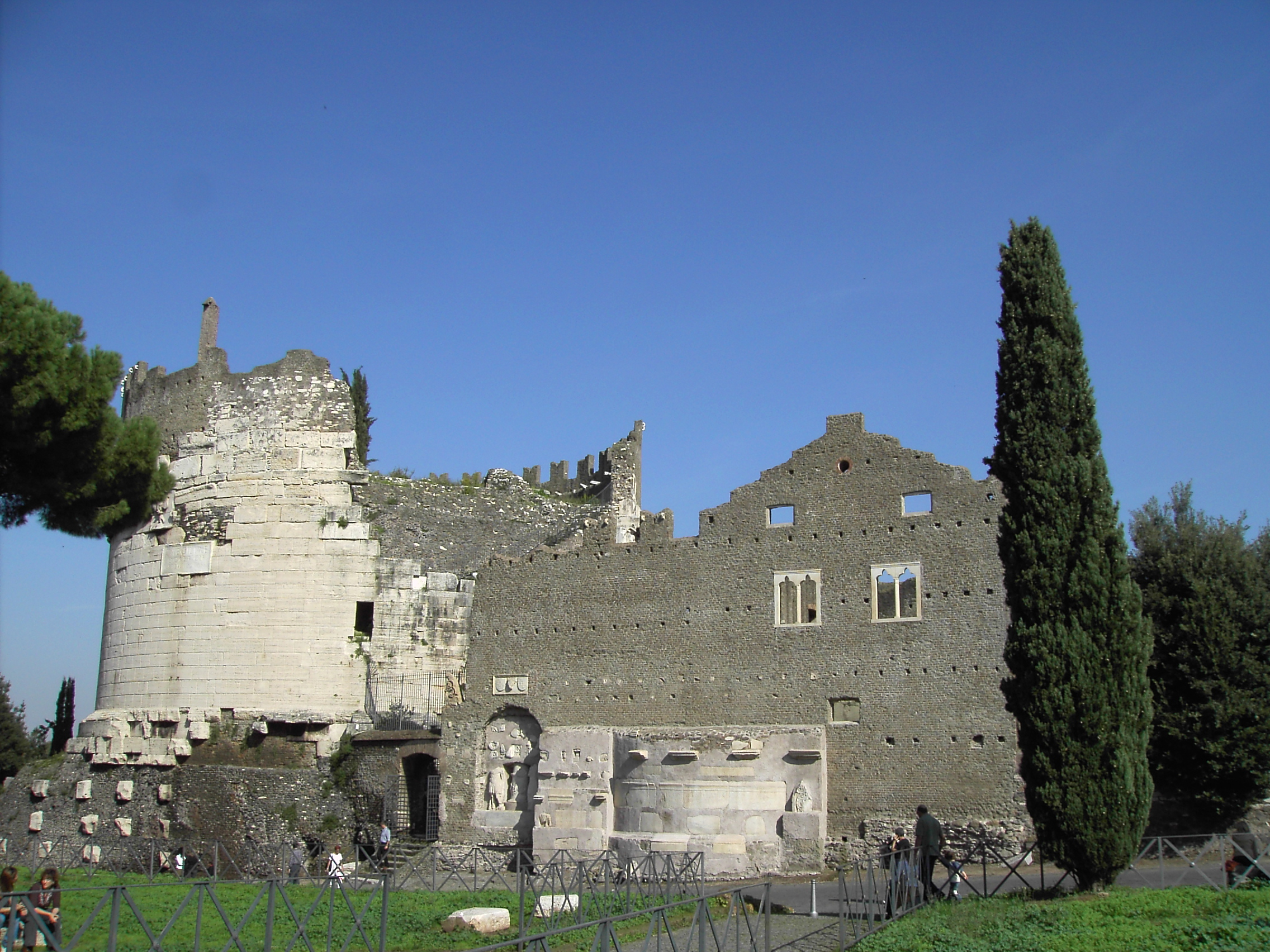
Гробница Цецилии Метеллы и крепость Каэтани
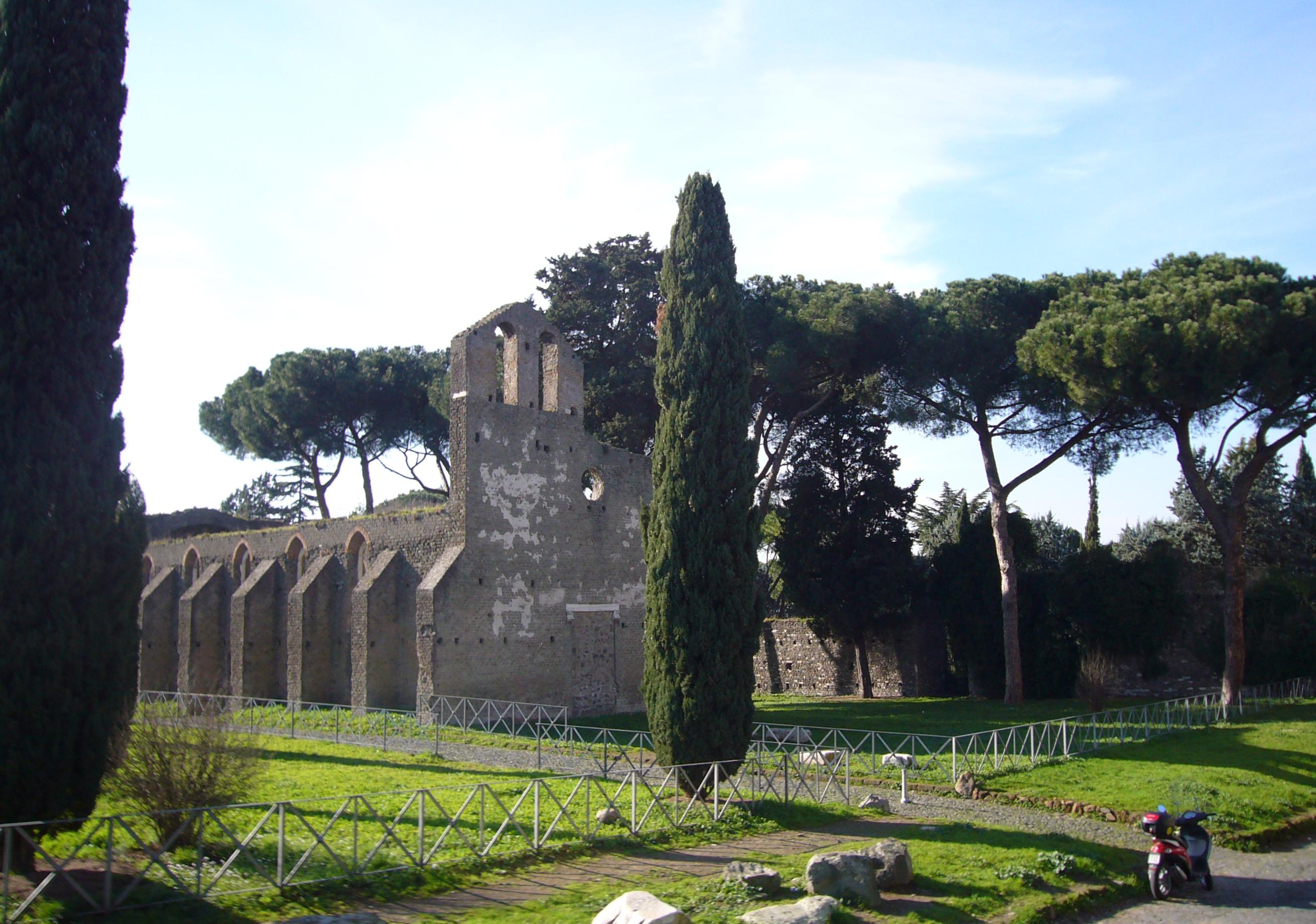
Сант-Никола-а-Капо-ди-Бове

- На территории виллы Казали (итал. Villa Casali) XVII века расположено подземное языческое захоронение гипогей Вибии, включающее в себя 8 отдельных гипогеев на нескольких уровнях. Катакомбы с великолепными росписями датируются III и началом V века. Самый известный гипогей[англ.], давший имя катакомбам, принадлежит Викентию (лат. Vicentius), священнику культа фракийского бога Сабатия, и его жене Вибии (лат. Vibia). Гипогей украшен росписями из IV века, изображающими кражу Прозерпины Плутоном, Юпитера Сабатия, Гермеса Психопомпа (Сопроводителя душ);
- Гробница вольноотпущенников рода Волусия (лат. Volusia);
- Катакомбы святого Каллиста — одни из крупнейших христианских катакомб Рима, использовавшиеся для захоронений в течение II—IV веков;
- Катакомбы Винья Ранданини (итал. Vigna Randanini) — иудейские катакомбы, захоронения жителей иудейской общины Рима, живших прежде всего в районе Трастевере и у Капенских ворот[17];
- Гробница Волумния (лат. Volumnius);
- Колонна Пия IX, посвящена папе, поручившему проведение реставрационных работ на Аппиевой дороге в 1852 году. Работами руководил архитектор Луиджи Канина (итал. Luigi Canina), который рассматривал дорогу и прилегающие территории как своего рода археологический парк[16];
- Катакомбы святого Себастьяна — этот участок дороги из-за углубления на дороге назывался ad catacumbas, что позднее дало название всем подземным захоронениям. С XI века катакомбы стали называться именем святого Себастьяна, так как расположены под базиликой Св. Себастьяна (в честь раннехристианского мученика святого Себастьяна; первоначально — базилика Апостолов — Memoria Apostolorum). Базилика приобрела современный вид после реставрационных работ, проведённых при кардинале Шипионе Боргезе в начале XVII века;
- Гробница Ромула (лат. Romulus), сына императора Максенция, являвшаяся частью монументального комплекса императорского дворца и цирка[16]. Император построил гробницу для себя и своей семьи в начале IV века, однако в ней был захоронен, возможно, только его сын Валерий Ромул, умерший в 309 году в возрасте пятнадцати-шестнадцати лет;
- За гробницей Ромула на Виа Аппия Пиньятелли находится цирк Максенция, построенный в 309 году;
- Гробница Цецилии Метеллы (лат. Caecilia Metella) — монументальный мавзолей Цецилии Метеллы, дочери консула Квинта Целия Метеллы Кретика, около 50 года до н. э. Гробница в XI веке использовалась в оборонительных целях графами Тускулумскими и в 1299 году римским дворянским семейством Каэтани превращено в башню крепости;
- Небольшая готическая церковь Сант-Никола-а-Капо-ди-Бове (итал. Sant Nicola a Capo di Bove).

#### III миля
- Развалины некогда крепости семьи Каэтани (лат. castrum Caetani);
- Башня Капо ди Бове (итал. Torre Capo di Bove) — руины бетонной гробницы, по форме напоминающей башню. Мраморная доска, укреплённая на монументе, напоминает о тригонометрических измерениях астронома отца Анджело Секки (итал. Angelo Secchi) в 1855 году, которые в 1871 году послужили для проверки геодезической сети в Италии;
- Героический рельеф — погребальная стела с мраморным рельефом, оригинал которого хранится в Национальном римском музее, являлась частью несохранившегося монумента республиканского периода. На рельефе изображён обнажённый молодой человек в героической позе в накидке на плечах и оружием эпохи эллинизма у ног;
- Гробница Марка Сервилия (лат. Marcus Servilius) с рельефными фрагментами в стене. Монумент стал первым памятником на Аппиевой дороге, восстановленным в 1808 году[16], при этом Антонио Канова пытался «законсервировать» рельефы на месте их находки, а не переносить из гробницы в музеи.

#### IV миля

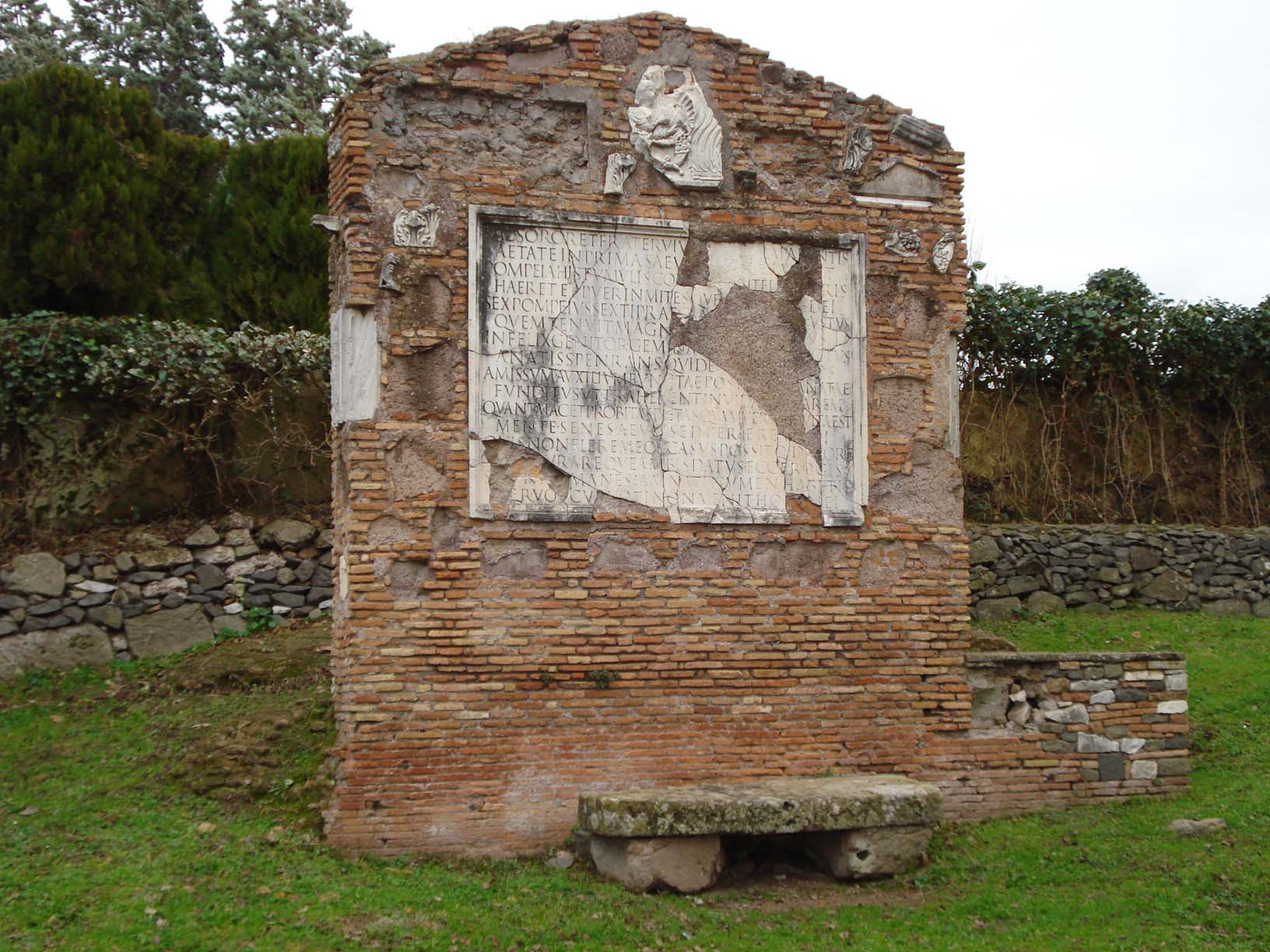
Гробница сыновей Секста Помпея
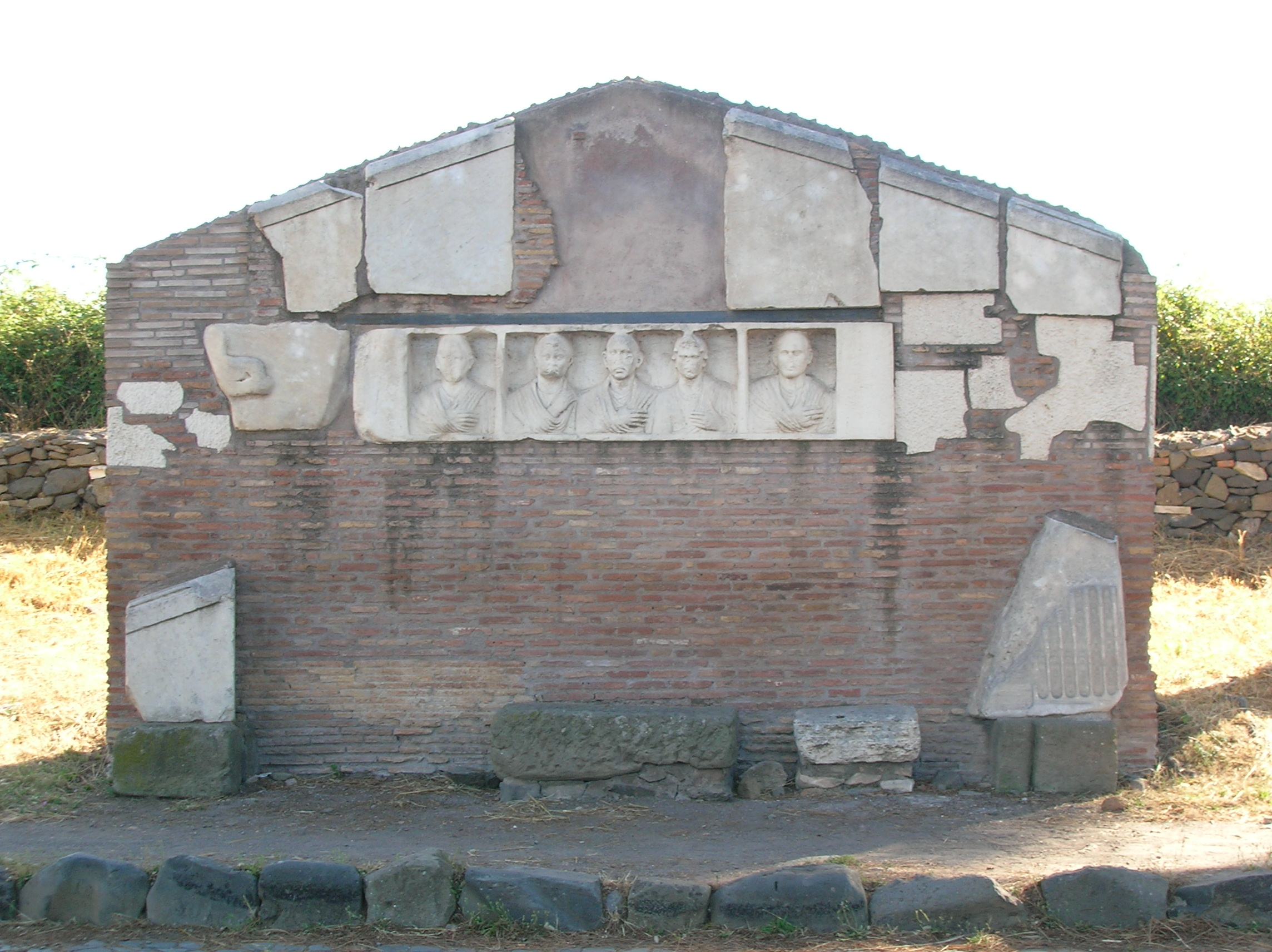
Гробница Илария Фуска
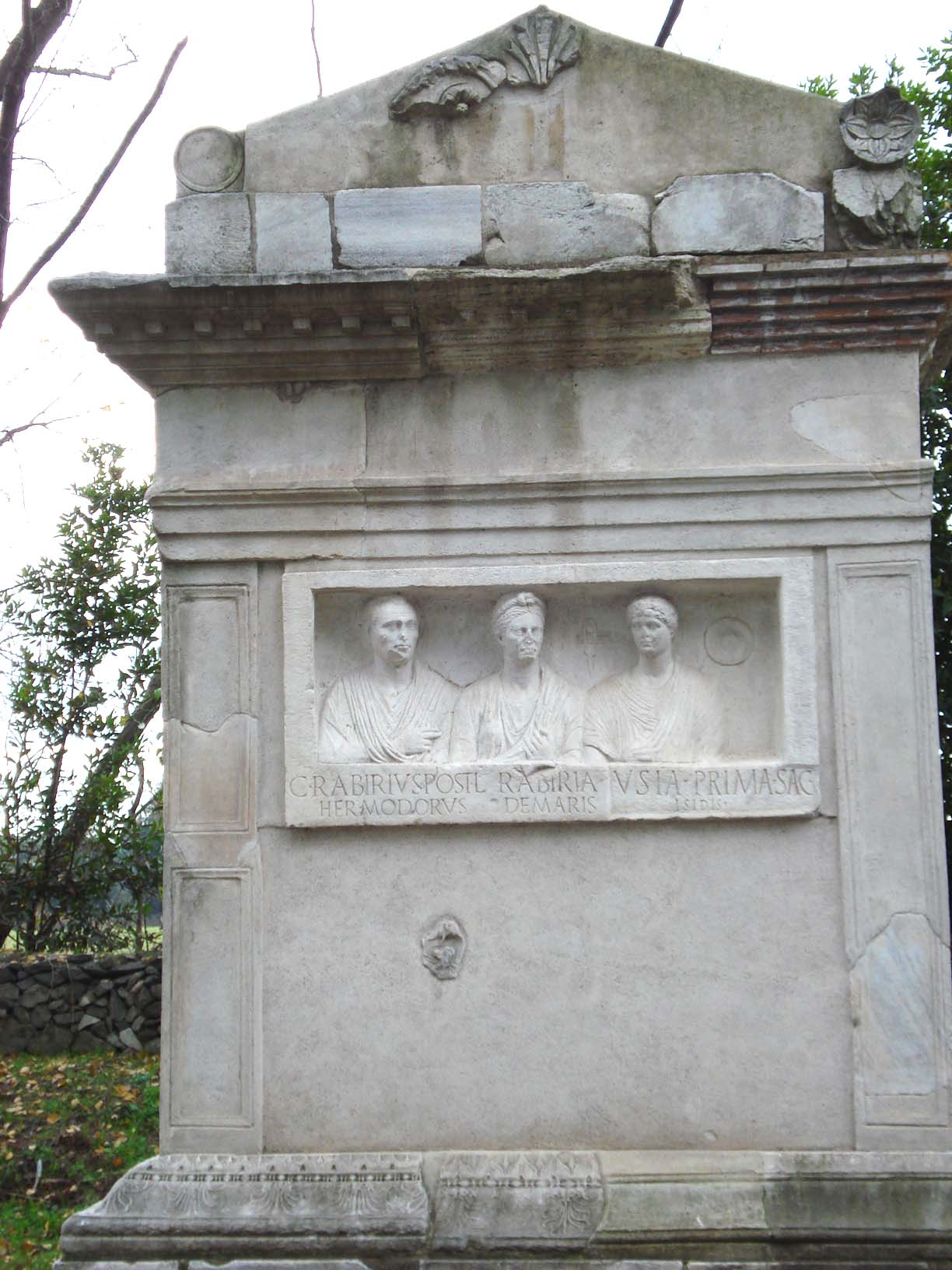
Гробница Рабириев

- «Гробница Сенеки» в виде столба простой кирпичной кладки, полностью лишённого декоративных фрагментов. Монумент, известный как гробница Сенеки, в память о философе и воспитателе Нерона, владельце виллы на IV миле Аппиевой дороги[17];
- Четырёхугольное основание круглого мавзолея времён ранней республики с фрагментами фриза в стене; в погребальной камере находятся два саркофага;
- Гробница сыновей Секста Помпея (лат. Sextus Pompeus Iustus), украшенная стихами — кирпичное строение с треугольным тимпаном, построенным Антонио Кановой. Тимпан украшен стихом, написанным гекзаметром, в котором Секст Помпей вспоминает о преждевременной смерти своих детей. В стены гробницы были инкрустированы многочисленные декоративные фрагменты. Сохранился лишь один фрагмент саркофага, изображающий супружескую пару;
- Гробница святого Урбана, епископа Рима, преемника святого Каллиста. Монумент, построенный из кирпича на высоком постаменте, датируется IV веком. В Средневековье над основанием гробницы располагалась башня Борджиани. В конце XIX века рядом с гробницей были найдены руины виллы Мармении (лат. villa Marmenia) — римской знатной женщины, принявшей христианство. Фрагменты виллы датируются республиканским периодом, частично IV—V веками[21];
- Гробница «с дорическим фризом» из туфа в виде алтаря, украшенная фризом с изображениями шлема, ваз и розеток. Гробница, датируемая республиканским периодом, была перестроена Каниной и недавно был восстановлена управлением по археологии Рима;
- Гробница Илария Фуска (лат. Hilarius Fuscus) — треугольный фронтон, построенный Каниной, — оттиск погребальной стелы, которая хранится в Национальном римском музее. На фронтоне изображены пять портретов: в центральной нише — изображения супружеской пары, возможно, с их дочерью; две мужские фигуры представлены в двух боковых нишах. По изображению украшений для волос удалось установить дату постройки гробницы — около 30 года до н. э.[16];
- Кирпичный колумбарий прямоугольной формы датируется серединой II века, ниши для урн расположены на различных уровнях;
- Кирпичный колумбарий — ещё один колумбарий прямоугольной формы;
- Гробница вольноотпущенников Клавдия — захоронение семьи освобождённых при императоре Клавдии: главы семьи Клавдия Секундина (лат. Claudius Secundinus), переписчика, гонца, и его жены Флавии Ирины (лат. Flavia Irene) и их двух детей;
- Гробница, напоминающая по форме храм, выполнена из кирпича и богато украшена рельефными фризами;
- Гробница Рабириев (лат. Rabirii) — гробница, напоминающая по форме алтарь, перестроена Каниной, который собрал мраморные фрагменты, найденные вблизи захоронения. На рельефе изображены Гай Рабирий Гермодор (лат. C. Rabirius Hermodorus), его жена Rabiria Demaris, возможно, вольноотпущенные Рабирия Постума (лат. C. Rabirius Postumus), торговца и банкира.

#### V миля

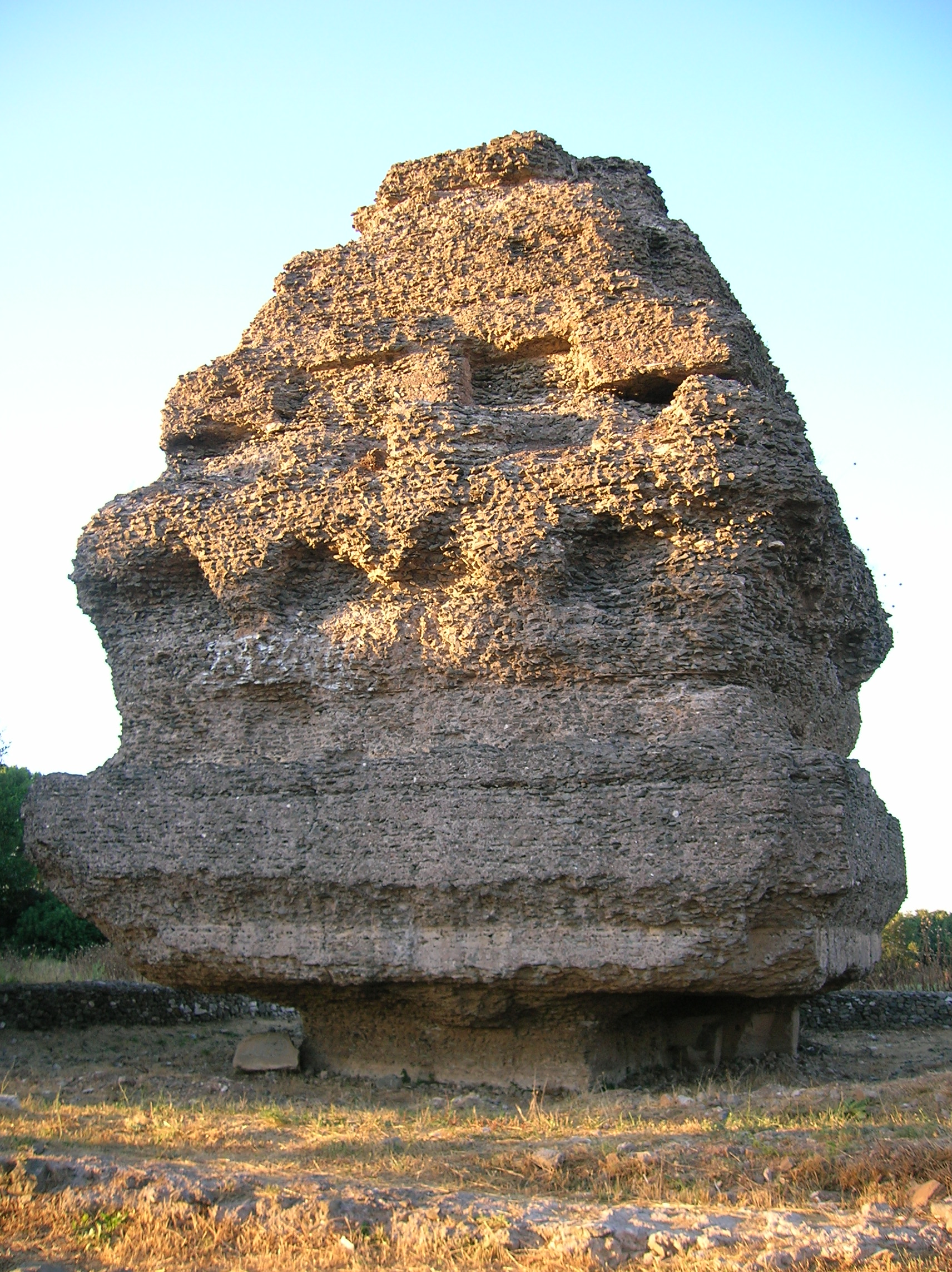
Гробница в виде пирамиды
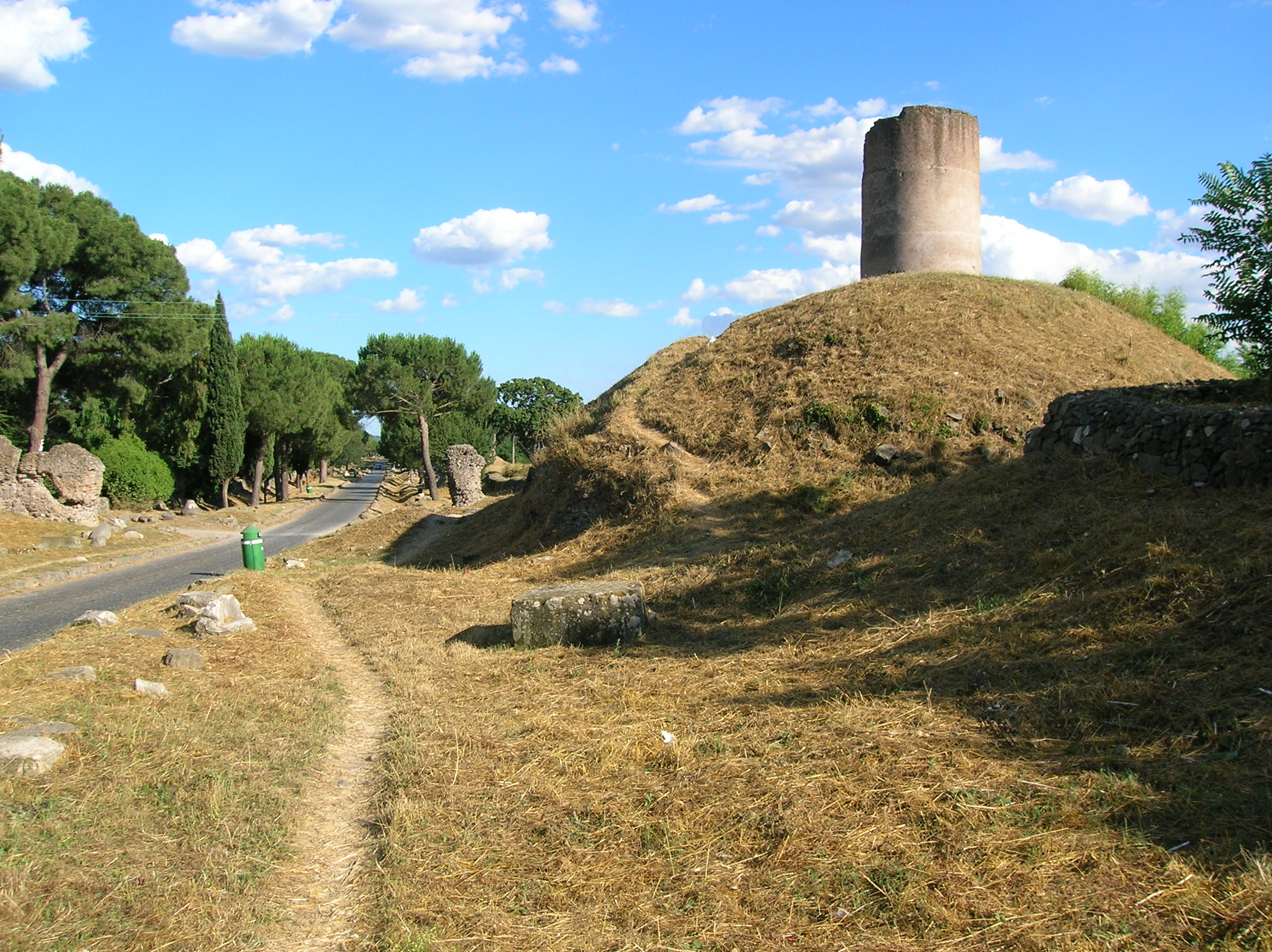
Гробница Куриациев
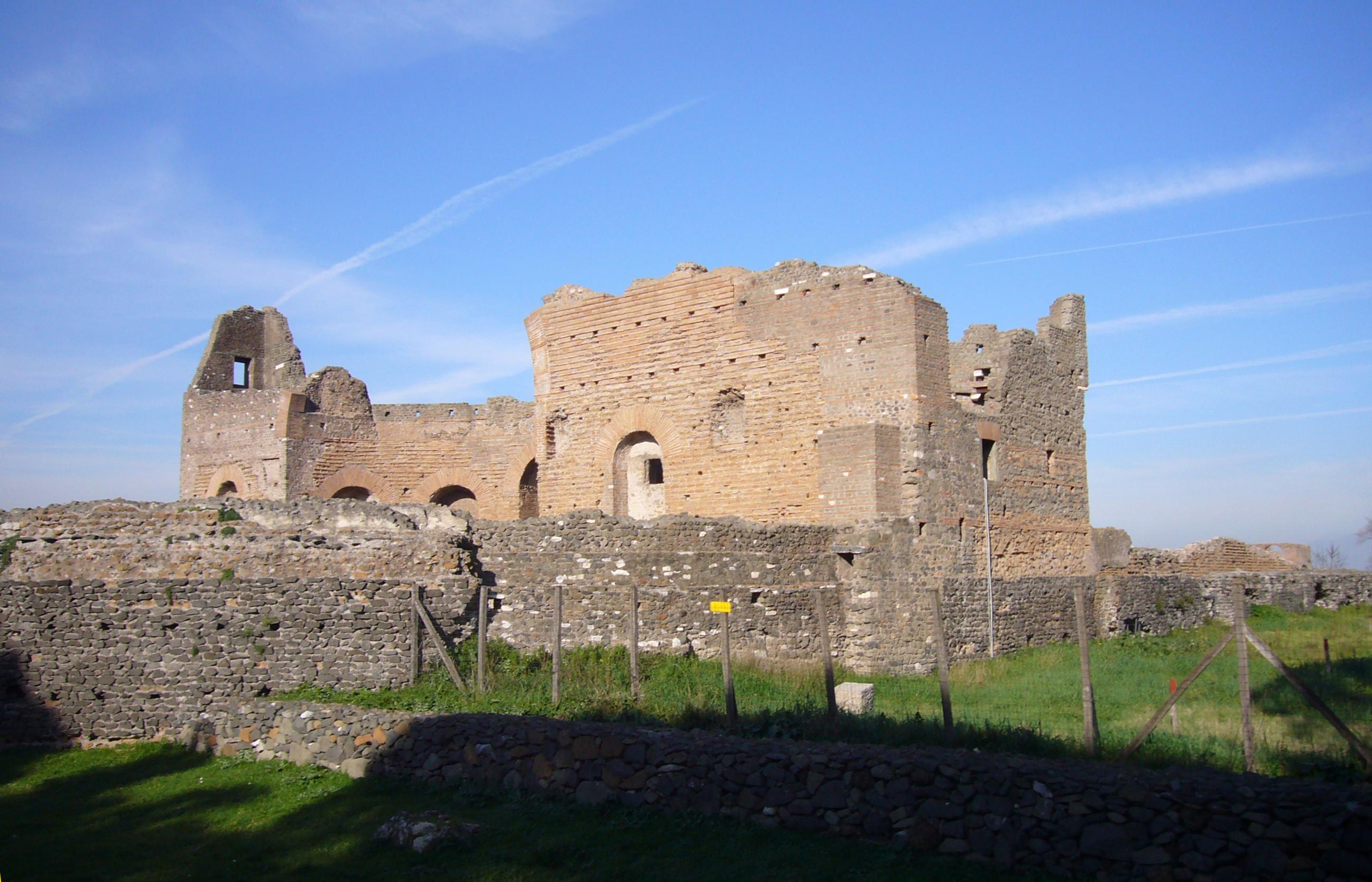
Вилла Квинтилиев
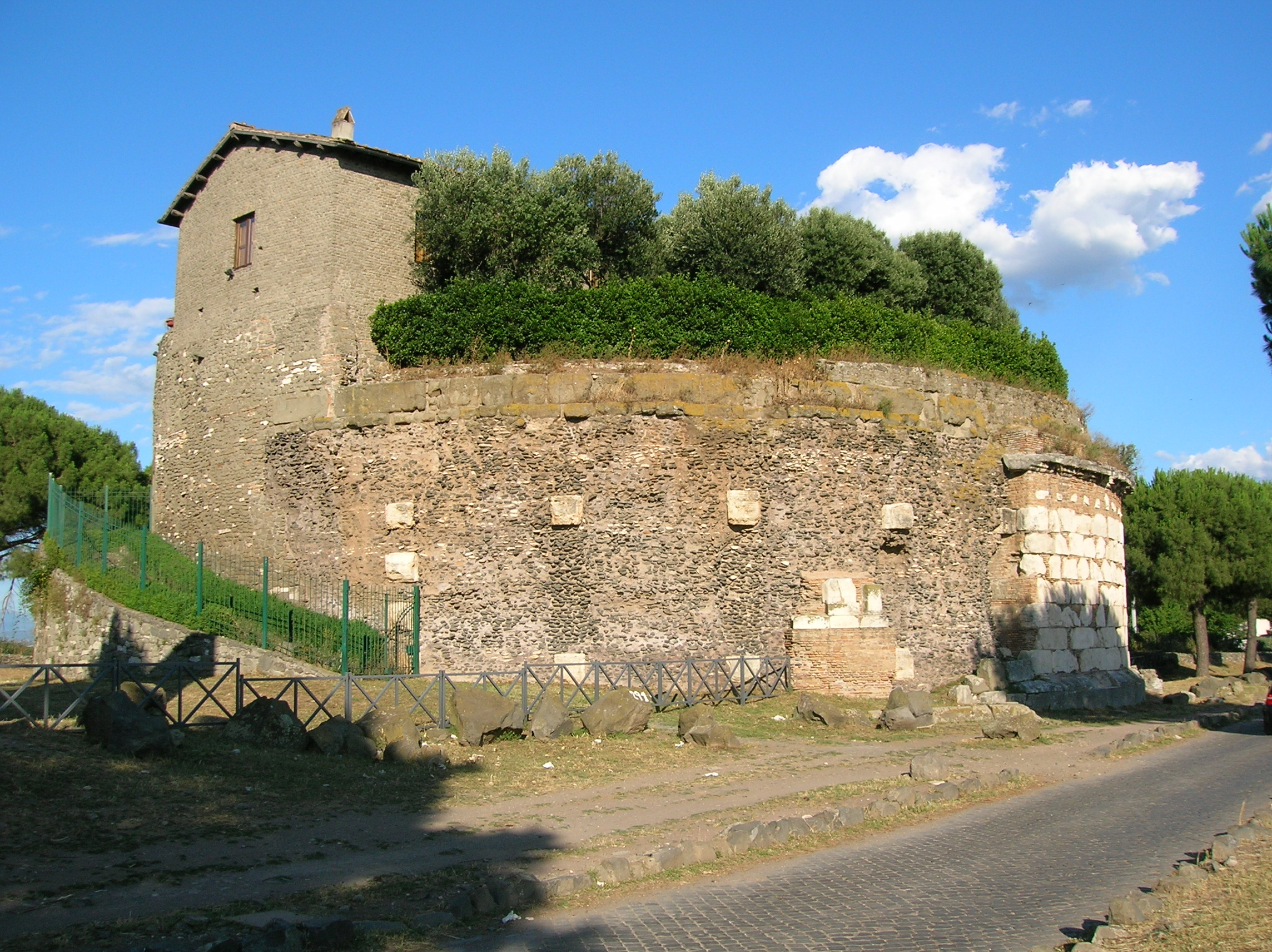
Casal Rotondo

- Гробница — тумулус Куриациев (лат. Curiacii);
- Гробница — пирамида;
- 2 тумулуса — гробницы Горациев (лат. Horatii);
- Вилла Квинтилиев (лат. Villa Quintilii) — руины, в народе называемые «Старый Рим» (итал. Roma vecchia)[17]. Братья Максим и Кондин (лат. Maximus, Condinus) Квинтилии подверглись гонениям при императоре Коммоде и были убиты. Их вилла была конфискована и до IV века постоянно расширялась и перестраивалась. К Аппиевой дороге выходят нимфеум виллы (нимфеум — храм, в форме грота с фонтаном, посвящённый нимфам), ипподром и резервуар для воды. Нимфеум в V веке был перестроен в крепостное сооружение. Статуи с виллы Квинтилиев хранятся в музеях Ватикана;
- Развалины гробницы Супсифаниев (итал. Supsifanii). Надписи свидетельствуют о том, что гробница была построена за 27 тысяч сестерциев;
- Гробница Септимии Галлы (лат. Septimia Galla);
- Камень Публия Сергия Деметрия (лат. Publius Sergius Demtrius) — винодела из Велабро;
- Casal Rotondo — гробница цилиндрической формы времён Республики. Позднее была расширена и отреставрирована. Сейчас на её фундаменте расположен крестьянский дом с садом и оливковыми деревьями.

#### VI миля
На этом отрезке дороги множество отдельных фрагментов лежат в траве.
- Базальтовая башня (итал. Torre Selce) — захоронение в виде пирамиды, построенное в XII веке из базальтовых обломков;
- Красная башня (итал. Torra Rossa) из красноватого туфа;
- Надгробие Марка Помпея (лат. Marcus Pompeius);
- Дорические колонны, колонны Геркулеса — возможно, руины храма Геркулеса императора Домициана;
- Гробница Квинта Кассия (лат. Quintus Cassius), торговца мрамором;
- Кирпичная гробница Квинта Веранния (лат. Quintus Verannius), легата Нерона в Британии;
- Torraccio di Palombaro — похожее на башню строение с четырьмя апсидами, которое в X веке было перестроено в церковь Санта-Мария-Мадре-ди-Дио и поэтому хорошо сохранилось.

### От VI мили до Бриндизи
Приблизительно в 16,5 км от Капенских ворот, в конце девятой мили, располагалась первая почтовая станция, на которой меняли лошадей лат. Mutatio ad nonum. В 300 метрах от этого места заканчивается территория города Рима. За железнодорожным переездом Рим — Террачина (G) старая Аппиева дорога соединяется с новой у местечка Фраттоккье (итал. Frattocchie) (G).
В современной Террачине находятся руины храма Юпитера Анксура (лат. Jupiter Anxur, Anxur — так называли вольски это поселение), датируемый I веком до н. э. Здесь же император Траян приказал снести часть скалы, чтобы сократить время в пути. В Формии расположена гробница Цицерона.

## Современное состояние

### Археологический парк
Идея крупного археологического парка в районе между колонной Траяна и Castelli Romani возникла во время Наполеоновских войн. Восстановительные работы на дороге начал папа Пий VII в конце XVIII века, а завершил папа Пий IX в 1852 году, в них принимали участие ведущие археологи, учёные, инженеры, художники. Например, захоронения на IV миле были перестроены Антонио Кановой, а от IV мили до местечка Фраттоккье — исследованы археологом и архитектором Луиджи Каниной. В 1848 году в качестве комиссара по древностям Рима Канина руководил раскопками, а затем нашёл конструктивное решение вставки уцелевших фрагментов украшений и скульптур в «новые каменные крылья» (nuove quinte in muratura), повторявшие форму древних гробниц. Таким образом он превратил придорожные руины в «археологический парк» древнеримской архитектуры.
В 1931 году via Appia Antica была включена в городской план как «крупный парк».
После Второй мировой войны возникают планы по застройке дороги жилыми домами, а также проект роскошного жилого района на месте виллы Квинтилиев.
Римская кольцевая автодорога (итал. Grande Raccordo Anulare) пересекла старую Аппиеву дорогу на седьмой миле, нанесённый при этом ущерб был ликвидирован лишь недавно.
В 1955 году папа Пий XII освятил первый камень Олимпийского стадиона, который должен был быть построен над катакомбами Св. Каллиста, но проект был остановлен благодаря общественному резонансу.
Наряду с крупными проектами на дороге постоянно шла реализация частных несанкционированных проектов, строились дома, происходил захват земли и зданий для создания неконтролируемой промышленной деятельности.
Небольшая группа архитекторов, градостроителей и журналистов выступила против деятельности властей по застройке Аппиевой дороги. В конце 1960 года государство ограничило парковую зону на несколько метров в каждую сторону от дороги. В 1979 году мэр Арган рассмотрел предложение создать обширный археологический парк в центре Рима, и лишь в 1988 году было одобрено учреждение регионального парка via Appia Antica.

### Музеи вдоль дороги
- Музей в воротах св. Себастьяна, via di Porta San Sebastiano;
- Катакомбы святого Каллиста, Via Appia Antica, 110;
- Базилика святого Себастьяна и катакомбы, via Appia Antica, 136;
- Цирк Максенция, мавзолей Ромула, Via Appia Antica, 153;
- Гробница Цецилии Метеллы и крепость Каэтани, via Appia Antica, 161;
- Вилла Квинтилиев и акведук, via Appia Nuova, 1092;
- Гипогей Вибии, via Appia Antica, 103;
- Иудейские катакомбы Винья Ранданини, Via Appia Pignatelli, 4;

### Движение по Аппиевой дороге
Вся территория регионального парка Аппиева дорога закрыта для движения по выходным дням и праздникам с марта 1997 года. Сегодня Аппиева дорога — это государственная дорога — итал. Strada Statale 7 Via Appia, частично асфальтирована, однако сохранились крупные участки дороги с античным покрытием, местами с глубокими колеями, выбитыми колёсами повозок и колесниц.

### Спортивное значение
В XX и XXI веках Аппиева дорога стала популярным местом проведения различных спортивных состязаний. Во время Олимпийских игр 1960 года в Риме здесь проходили соревнования легкоатлетов-марафонцев.

## В культуре
В июле 2024 года Аппиева дорога была включена в список объектов Всемирного наследия ЮНЕСКО и стала 60-м объектом Италии в списке.
В живописи

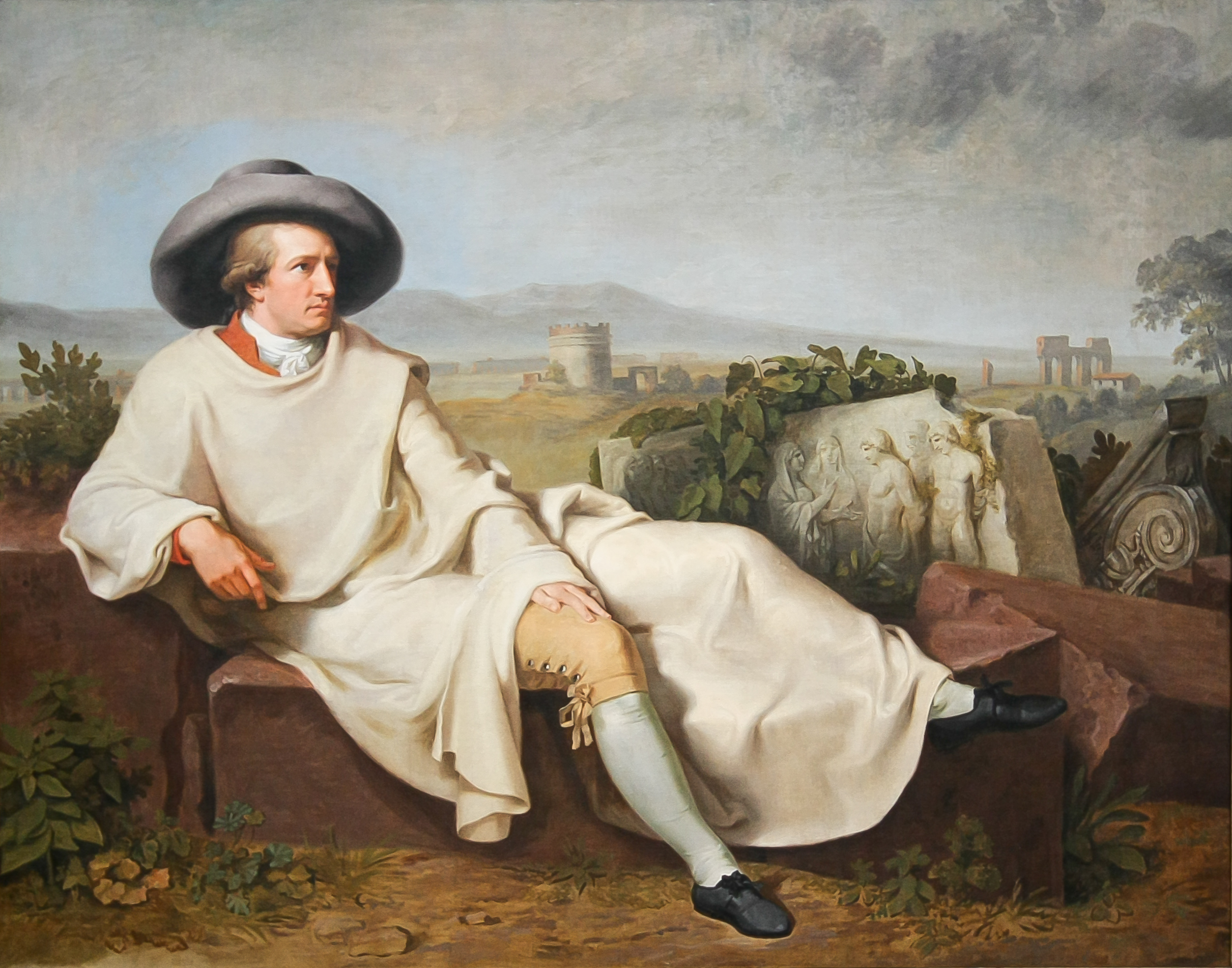
И. Г. В. Тишбейн. Портрет Гёте на фоне римский Кампаньи. 1787. Холст, масло.
Штеделевский художественный институт

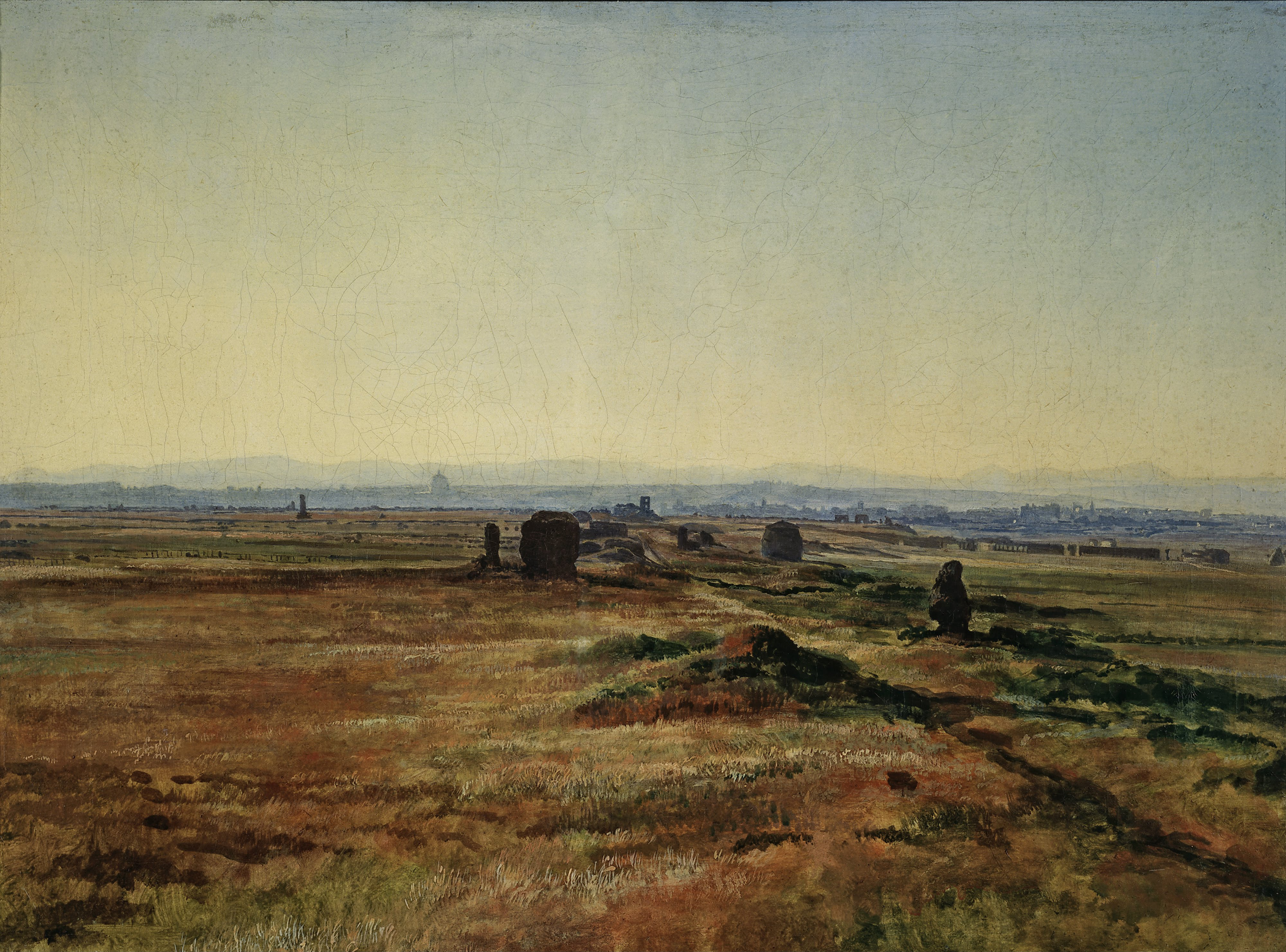
А. А. Иванов. Аппиева дорога при закате солнца. 1845. Холст, масло. Государственная Третьяковская галерея, Москва

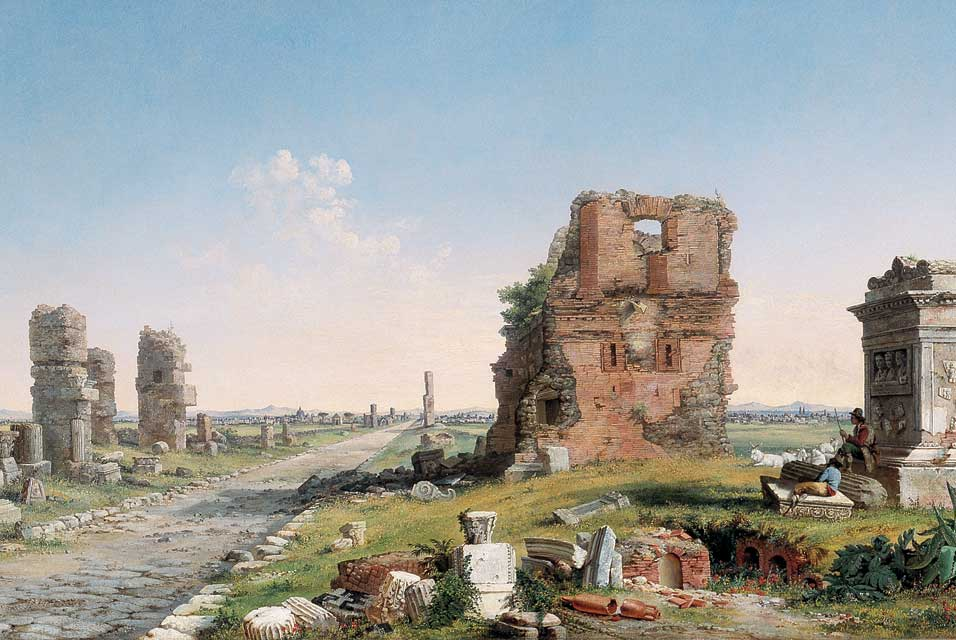
Дж. Л. Чепмен. Аппиева дорога. 1867.

- Гравюры «Аппиева дорога» из произведения Пиранези «Римские древности» (1753 год).
- «Гёте в Кампанье» — известная картина немецкого художника Иоганна Генриха Вильгельма Тишбейна, на заднем плане которой изображены горы Альбано, руины акведуков и гробница Цецилии Метеллы. Тишбейн писал в одном из писем, что он изобразил писателя сидящим на руинах и размышляющим над судьбами человеческих творений[26].
- «Аппиева дорога при закате солнца» — картина Александра Иванова, 1845 год, Государственная Третьяковская галерея[27].
- Американский художник Джон Линтон Чепмен (англ. John Linton Chapman) (1839—1905) писал виды руин на Аппиевой дороге в 1869 году (всего 10 картин, посвящённых дороге)[28].

В литературе
- Гораций в «Сатирах» описывает своё путешествие из Рима в Брундизий по Аппиевой дороге.

            После того, как оставил я стены великого Рима,

            С ритором Гелиодором, ученейшим мужем из греков,

            В бедной гостинице вскоре Ариция нас приютила;

            Дальше был - Аппиев форум, весь корабельщиков полный

            И плутов корчмарей. - Мы свой переезд разделили

            На два; но кто не ленив и спешит, те и в день проезжают.

            Мы не спешили; дорогой же Аппия ехать покойней.
- У Байрона в «Чайльд-Гарольде» стих IV посвящён Риму и его достопримечательностям, например, герой Байрона размышляет у мавзолея Цецилии Метеллы, кем могла быть эта римлянка.
- В «Путешествии в Италию» (нем. Italienische Reise) Гёте описывает посещение разрушенных гробниц Аппиевой дороги, в том числе мавзолея Цецилии Метеллы. Писатель отметил, что «при виде её только и начинаешь понимать, что значит прочная каменная кладка. Эти люди работали для вечности, всё было ими учтено, кроме безрассудного, дикого варварства, от которого нет спасения»[30].
- Аппиева дорога упоминается в произведении Юрия Дольд-Михайлика «Гроза на Шпрее» — именно там проходит встреча Григория Гончаренко с полковником Горенко.
- Чарльз Диккенс в «Картинах Италии» (англ. Pictures from Italy) описал путешествие по Аппиевой дороге.

Мы выбрались на Аппиеву дорогу и долго ехали мимо обрушившихся гробниц и развалившихся стен, лишь кое-где встречая заброшенный, необитаемый дом; мимо цирка Ромула, где отлично сохранилось ристалище для колесниц, места судей, соревнующихся и зрителей; мимо гробницы Цецилии Метеллы; мимо ограждений всякого рода, стен и столбов, заборов и плетней, пока не выехали на открытую равнину Кампаньи, где по эту сторону Рима нет ничего, кроме развалин. Не считая далёких Апеннин, встающих на горизонте слева, все обширное пространство пред вами — сплошные развалины. Разрушенные акведуки, от которых остались лишь живописнейшие ряды арок; разрушенные храмы; разрушенные гробницы. Целая пустыня развалин, невыразимо унылая и мрачная, где каждый камень хранит следы истории.
- Валерий Брюсов посвятил дороге стихотворение «Via Appia».